# Засвияжский район
Засвияжский район — один из четырёх районов Ульяновска. Образован как административная единица Указом Президиума Верховного Совета РСФСР 23 мая 1962 года.
В административном территориальном подчинении Засвияжского района находятся населённые пункты: село Баратаевка, село Кротовка, село Арское, посёлок Лесная Долина, деревня Погребы, село Отрада. Общей площадью 6,2 км².
На территории района располагается Чёрное озеро — экологический парк г. Ульяновска.
Глава администрации Засвияжского района — Наиль Хасянович Юмакулов.

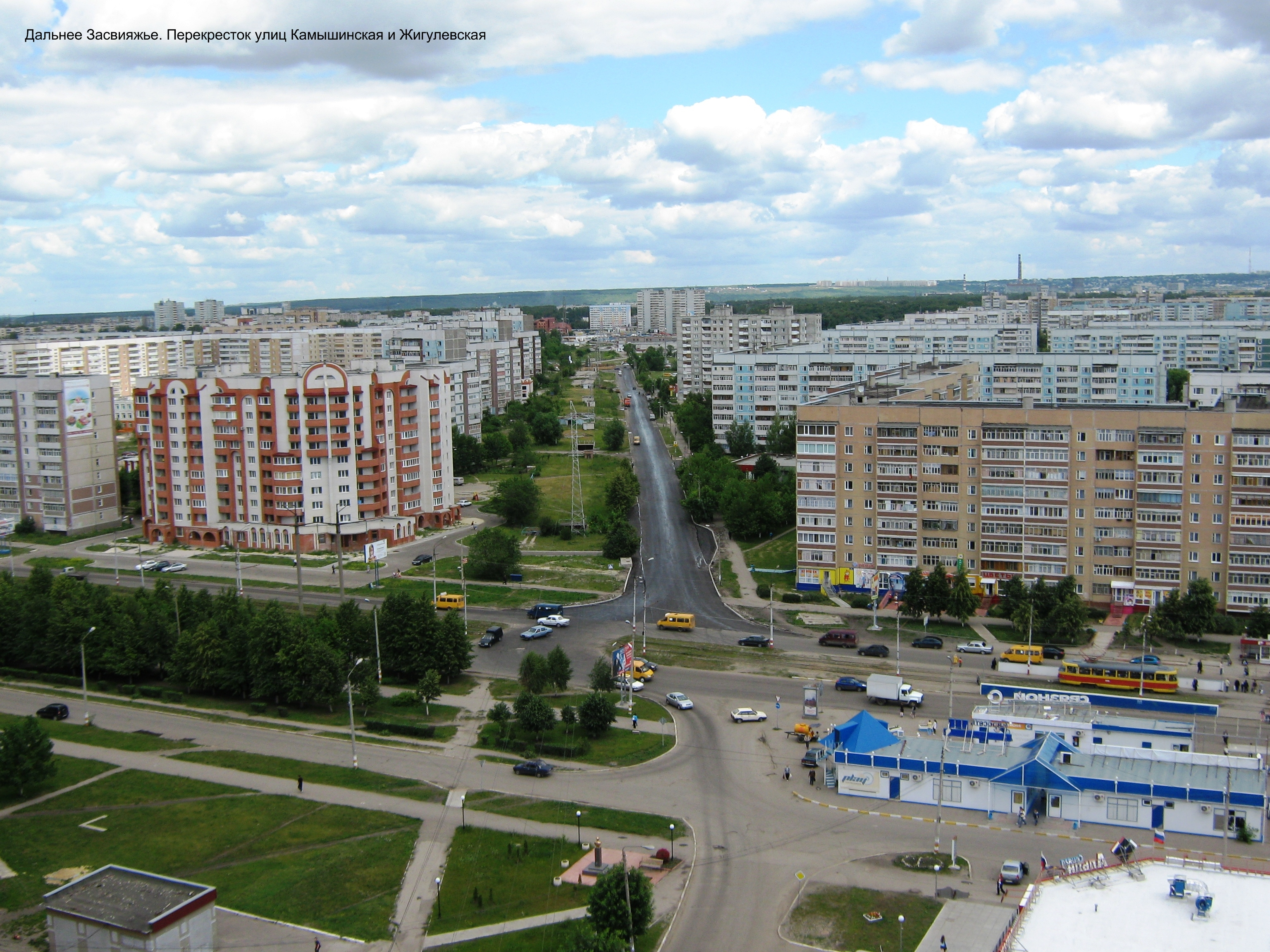
Панорама Засвияжского района

## История
В 1648 году 70 конными казаками из города Свияжска, для строительства Симбирской черты, была основана Свияжская слобода (ныне район улицы Воробьёва г. Ульяновска). В Свияжской казацкой слободе находилась Богоявленская церковь, одна из самых древних каменных церквей в Симбирске.
В 1708 году Свияжская слобода получила особую известность. По указу Петра I полковником Никитой Репниным был сформирован Симбирский конный полк во главе с воеводой Ф. М. Есиповым. Для размещения двух конных батальонов выбрали свободные земли за рекой Свияга, а сама слобода была переименована в Конно-Подгородную слободу.
В 1764 году слобода уже владела площадью, превышающей территорию современного Засвияжья, её земли доходили до села Арское.
В 1820 году от Конно-Подгородной слободы в пользу города отобрали почти всю землю по правую сторону реки Свияги. С тех пор она перешла на левую сторону реки.
В живописном уголке Конно-Подгородной слободы по проекту частного архитектора Симбирской удельной конторы И. А. Бенземана и при содействии Симбирского губернатора Н. М. Булдакова, было построено удельное училище — будущий детский приют (сейчас административное здание ОАО «Автодеталь-Сервис»).
В 1673 году между реками Свияга и Грязнушка была основана деревня Вырыпаевка (названа по имени братьев Сидора и Андрея Вырыпаевых). В 1920 году здесь была создана сельхозартель «Звезда 2-я», одна из первых в Симбирской губернии.
После создания 1 апреля 1929 года в Конно-Подгородной слободе одного из первых в Ульяновском районе колхоза «Родина Ильича» в здании приюта разместили машинно-тракторную станцию (МТС) и машинно-тракторную мастерскую (МТМ), где получили работу жители села. Началась машиностроительная эпоха в истории района.
В 1931 году из Самары в Ульяновск была перемещена Ульяновская военная авиационная школа пилотов, где между современными Октябрьской улицей и Московским шоссе, разместился аэродром со вспомогательными зданиями.
Новый этап промышленного развития и жилой застройки района начался после прибытия в 1941 году в Ульяновск эвакуированного из Москвы автозавода имени Сталина, первым директором которого был П. И. Шварцбург. С автозаводом жизнь Засвияжья была связана и все последующие годы. В первую очередь для нужд завода здесь были построены Ульяновская ТЭЦ-1 (введена в строй 1 января 1947 года), введён в эксплуатацию бетонный завод (в настоящее время — ОАО «Ульяновский завод ЖБИ-1»), построен кирпичный завод в Вырыпаевке (с 1951 года — Ульяновский комбинат строительных материалов), продукция которых была просто необходима для строительства и наращивания мощностей автозавода.
25 февраля 1942 года город Ульяновск был разделен на районы и в Засвияжье был образован Сталинский район.
В 1943 году в районе автозавода открыли лагерь № 215 для военнопленных Второй мировой войны .
В 1944 году Постановлением Совета Народных Комиссаров СССР на базе Ульяновской МТМ и МТС (колхоз «Родина Ильича») был организован Ульяновский мотороремонтный завод (в настоящее время ОАО «Автодеталь-Сервис»), первым директором которого стал Новохатский С. И. В настоящее время — одно из стабильно работающих предприятий.
В 1945 году в Засвияжье были построены первые кирпичные дома. Первую улицу назвали — Автозаводская. После войны продолжалось развитие промышленного производства в городе и в районе. 26 октября 1947 года с главного конвейера автозавода сошли первые пять грузовиков типа ГАЗ-АА. Ведётся строительство и ввод новых промышленных предприятий.
В 1948 году сдана первая школа в Засвияжье на 400 мест. Она располагалась в здании барачного типа. Это была школа-восьмилетка. Её первым директором был Н. В. Аристов.
В 1951 году начато строительство Ульяновского радиолампового завода, введён в строй в 1957 году.
В 1952 году началось строительство Ульяновского завода тяжёлых и уникальных станков (УЗТС). В июле 1956 года бригада слесарей-сборщиков, руководимая А. А. Раковым, приступила к сборке первого шестнадцати-тонного бесконсольно-фрезерного станка, который был принят Госкомиссией 30 октября 1956 года. Эту дату и считают днём рождения завода.
В 1953 году на землях колхоза села Вырыпаевка, начали строить кирпичный завод — Ульяновский комбинат строительных материалов (УКСМ), а рядом посёлок.
4 июня 1954 года из части Сталинского района — слобода Туть, Ульяновский моторный завод, посёлок Киндяковка, был образован Железнодорожный район.
В 1956 году начал выпуск железобетонных изделий завод ЖБИ-1.
В 1956 году на базе производственной кооперативно-промысловой артели имени В. И. Ленина был создан Ульяновский химический завод (в настоящее время ОАО «Эластомер»).
22 ноября 1958 года, в связи с отменой районирования города, Сталинский район был упразднен.
Указом Президиум Верховного Совета РСФСР от 4 ноября 1961 года в городскую черту города включено село Конно-Подгородная Слобода.
В 1961 году сдан в эксплуатацию Ульяновский механический завод № 2.
23 мая 1962 года был вновь образован Засвияжский район.
В 1962 году начал пробную обкатку технологического оборудования домостроительный комбинат (в настоящее время ОАО «Домостроитель»), который в 1985 году был награждён Орденом Трудового Красного Знамени. Летом 1963 года был возведён первый крупнопанельный дом, а в январе 1964 года в районе был построен десятый такой дом.

Культурно-технический центр «Патриот», бывший ДК "УАЗ".

В 1965 году открылся дворец культуры «УАЗ», ныне культурно-технический центр «Патриот».
В 1966 году был основан Ульяновский механический завод, первым директором которого был А. И. Иоффе, и Ульяновский завод «Гидроаппаратуры» (в настоящее время — ОАО «Гидроаппарат»), первая продукция которого выпущена в 1970 году — к 100-летию со дня рождения В. И. Ленина.
В этом же 1966 году автозавод награждён первым орденом Трудового Красного Знамени, а 9 апреля 1970 года ему присвоено звание имени В. И. Ленина.
17 октября 1966 года в черту района была включена территория села Вырыпаевка (до ж/д линии).

РК «Пятое Солнце», бывший к/т "Свияга".

4 февраля 1971 года был торжественно открыт кинотеатр «Свияга», ныне РК «Пятое Солнце».
В начале 1975 года был запущен новый мост через Свиягу, связавший микрорайон УЗТС с Киндяковкой .
28 апреля 1976 году Указом Президиума Верховного Совета РСФСР в городскую черту Ульяновска была включена вся территория Вырыпаевки.
В 1977 году был организован уникальный совхоз «Тепличный», в теплицах которого круглый год выращиваются зелень и овощи для горожан.
5 апреля 1978 года в состав района включена территория посёлка станции Студенческая .
6 ноября 1979 года сдана в эксплуатацию первая очередь путепровода в створе улиц Автозаводской и Рябикова.
Решением Ульяновского облисполкома от 20 мая 1988 г. № 200 передан в административное подчинение Засвияжскому районному Совету народных депутатов г. Ульяновска Кротовский сельский Совет (сёла Кротовка, Арское и Баратаевка, деревни Отрада и Погребы, посёлок Лесная Долина).
В 1988 году в соответствии с приказом Госагропрома РСФСР № 1188 на базе пригородных совхозов создано городское агропромышленное объединение для обеспечения населения сельскохозяйственной продукцией.
В 2021 году открылся новый мост в посёлке Дачном.
В 2022 году началось строительство нового моста через Свиягу и реконструкция старого.
В 2023 году на базе индустриальной площадки Ульяновского автомобильного завода введён в эксплуатацию новый автомобильный завод «Соллерс Карго».

## Промышленность
- УАЗАвтовокзал-Центральный.ООО "ДСК" (Ульяновск)[33],
- Ульяновский автомобильный завод,

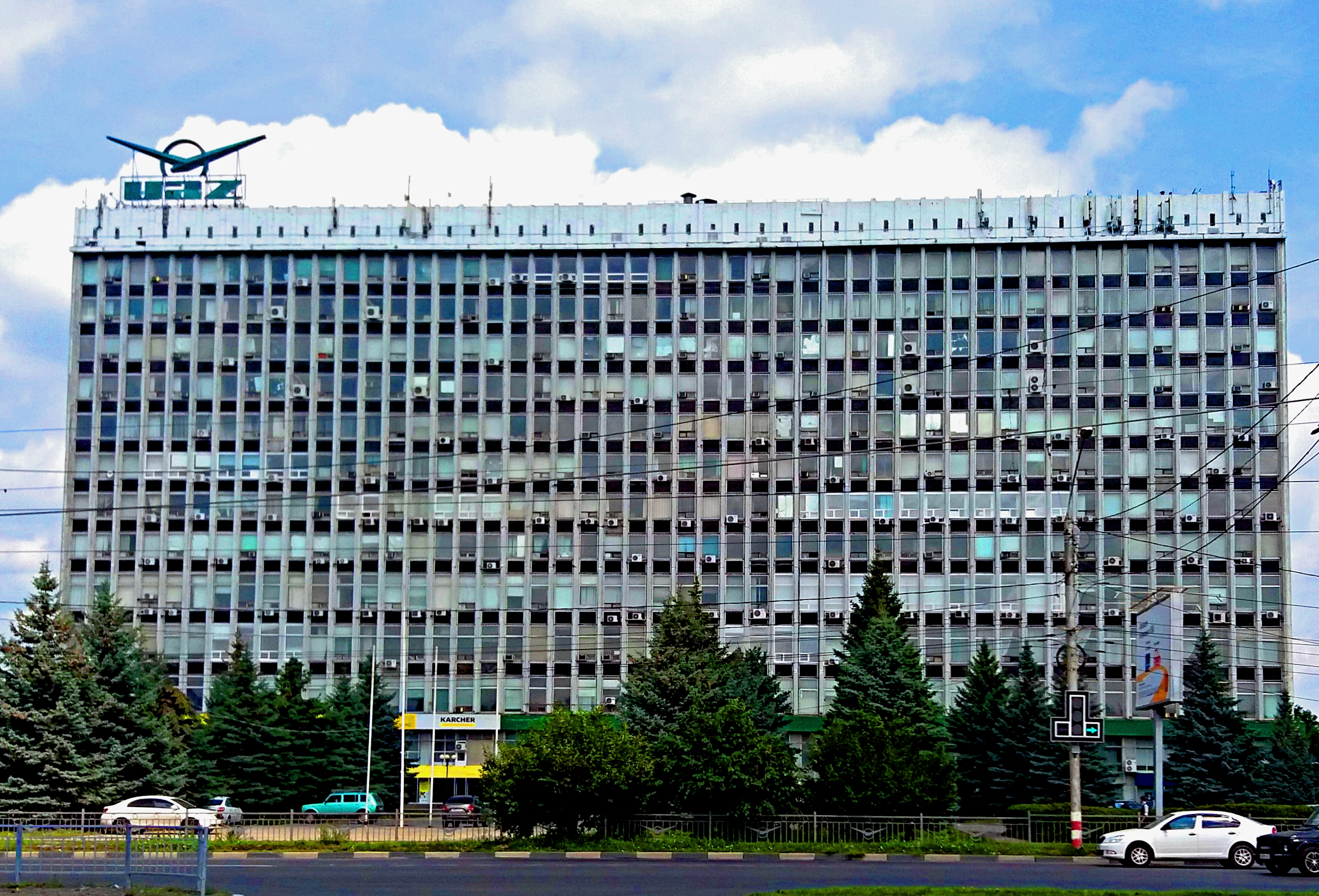
УАЗ

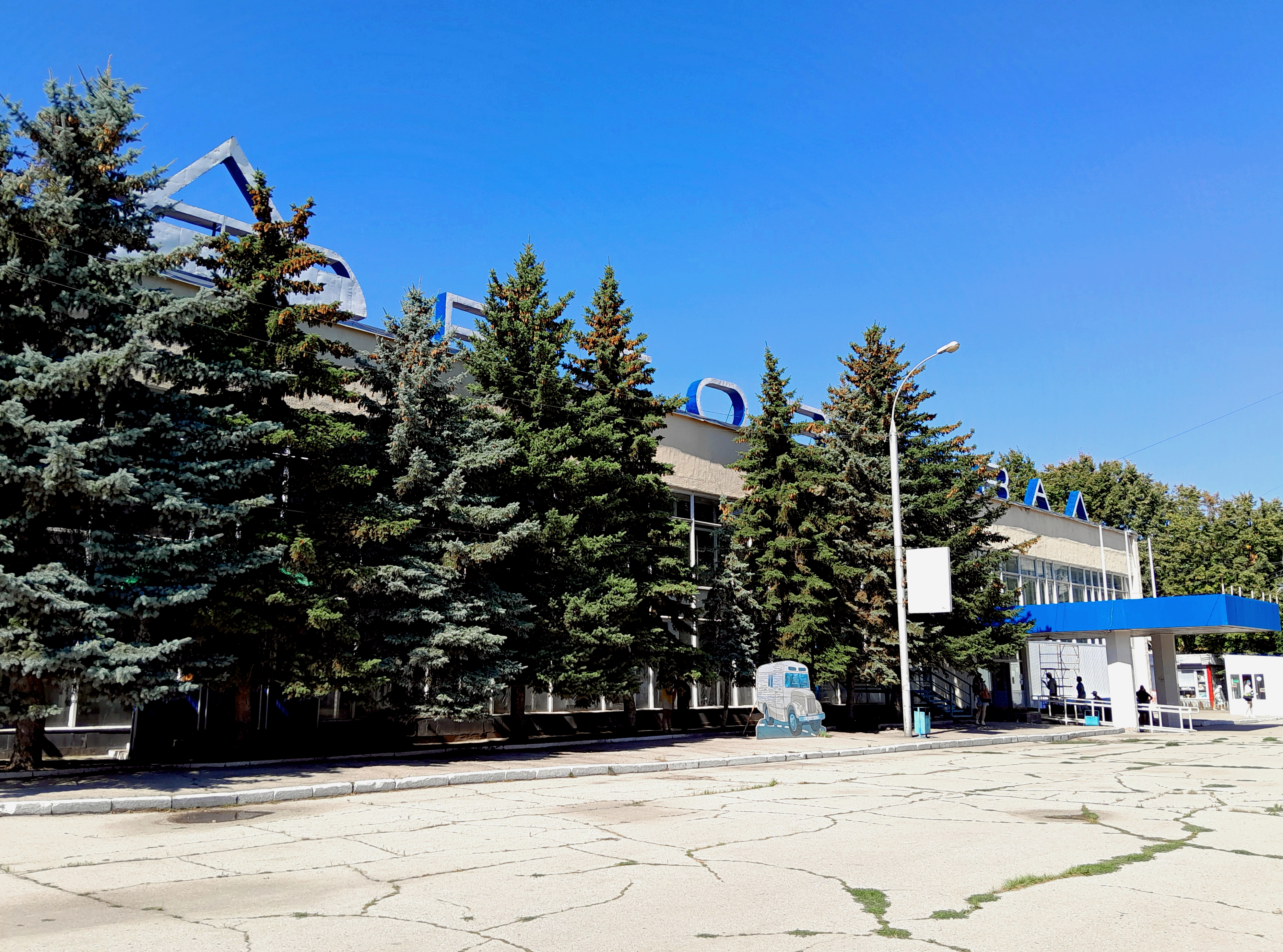
Автовокзал-Центральный.

- Симбирский станкостроительный завод (бывший УЗТС),
- Ульяновский механический завод,
- Ульяновский механический завод № 2.
- ОАО «Автодеталь-Сервис»
- Ульяновскэнерго
- Ульяновская ТЭЦ-1
- BAW-RUS Motor Corporation
- Ульяновский комбинат строительных материалов (УКСМ)
- ОАО ПАТП - 1
- КПД - 1
- ЖБИ - 1
- Завод ЖБК
- Ульяновский приборо-ремонтный завод
- ОАО «Мясокомбинат "Ульяновский"»
- Хлебзавод № 2
- Засвияжское трамвайное депо № 2
- СИМАЗ
- Ж/д станция «Ульяновск III»
- Ж/д станция «Студенческая»
- Автовокзал-Центральный

Ульяновский механический завод.

## Образование
- Ульяновское училище (техникум) олимпийского резерва;
- Ульяновский социально-педагогический колледж № 1;
- Ульяновский многопрофильный техникум;
- Медицинский колледж УлГУ;
- Ульяновский вечерний политехнический институт (существовал с 1957 по 1959, Московское шоссе, 29), ныне Ульяновский государственный технический университет[34][35];

## Культура
- Культурно-технический центр «Патриот», бывший ДК "УАЗ".
- Кинотеатр «Луна» (ул. Камышинская, 43А)
- РК «Пятое Солнце», бывший к/т "Свияга".

Музеи:
- Ульяновский музей истории гражданской авиации
- Музей истории и трудовой славы УАЗ.

## Спорт
В районе широко развит спорт, действуют: ФОК «Автомобилист» (открыт 4.11.1971 г.), СК «Авангард», СК «Торпедо», Волга-Спорт-Арена, Футбольный стадион «Университет футбола», футбольный центр ДЮФА ПФК ЦСКА, Дворец единоборств и другие спортивные объекты.

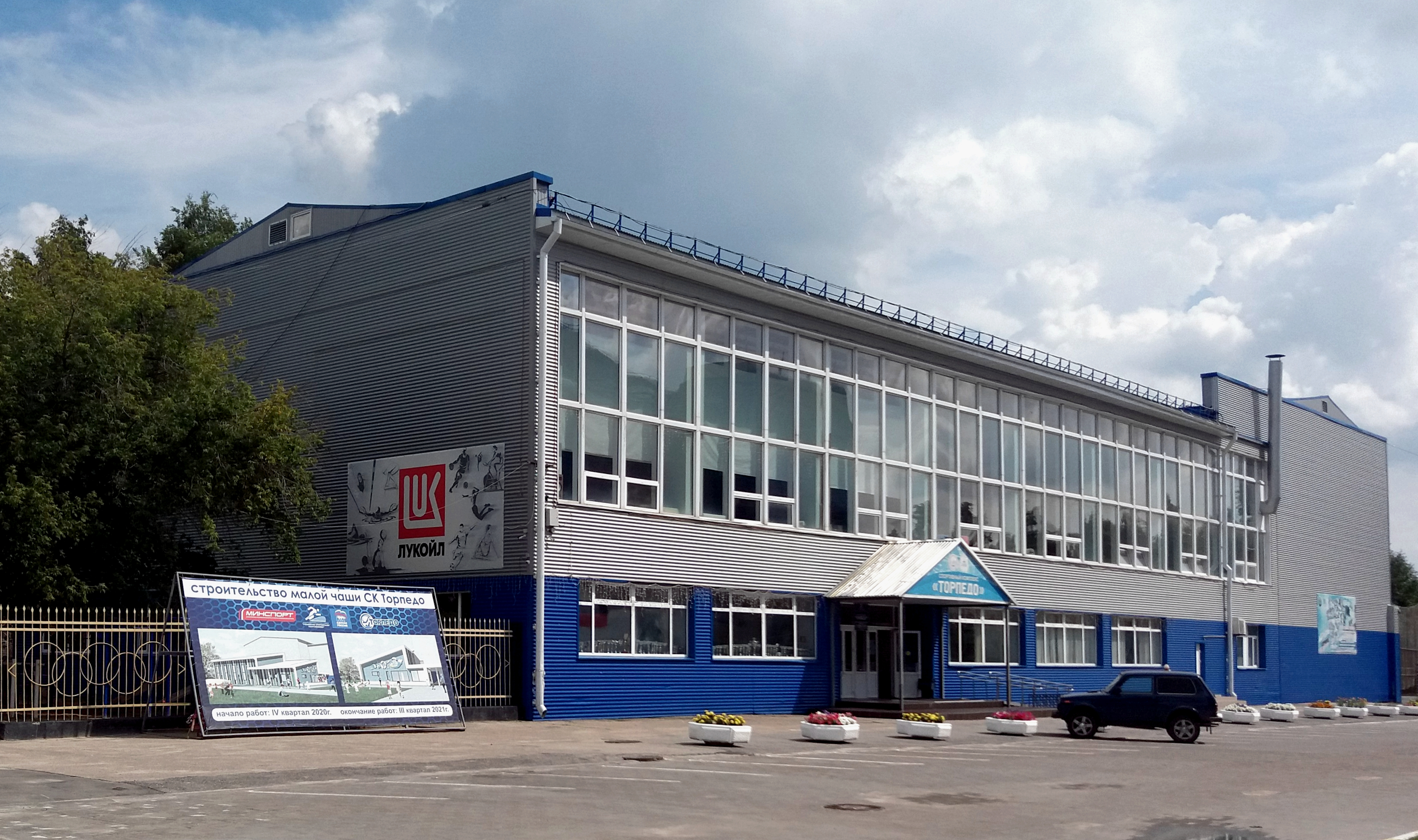
СК "Торпедо".
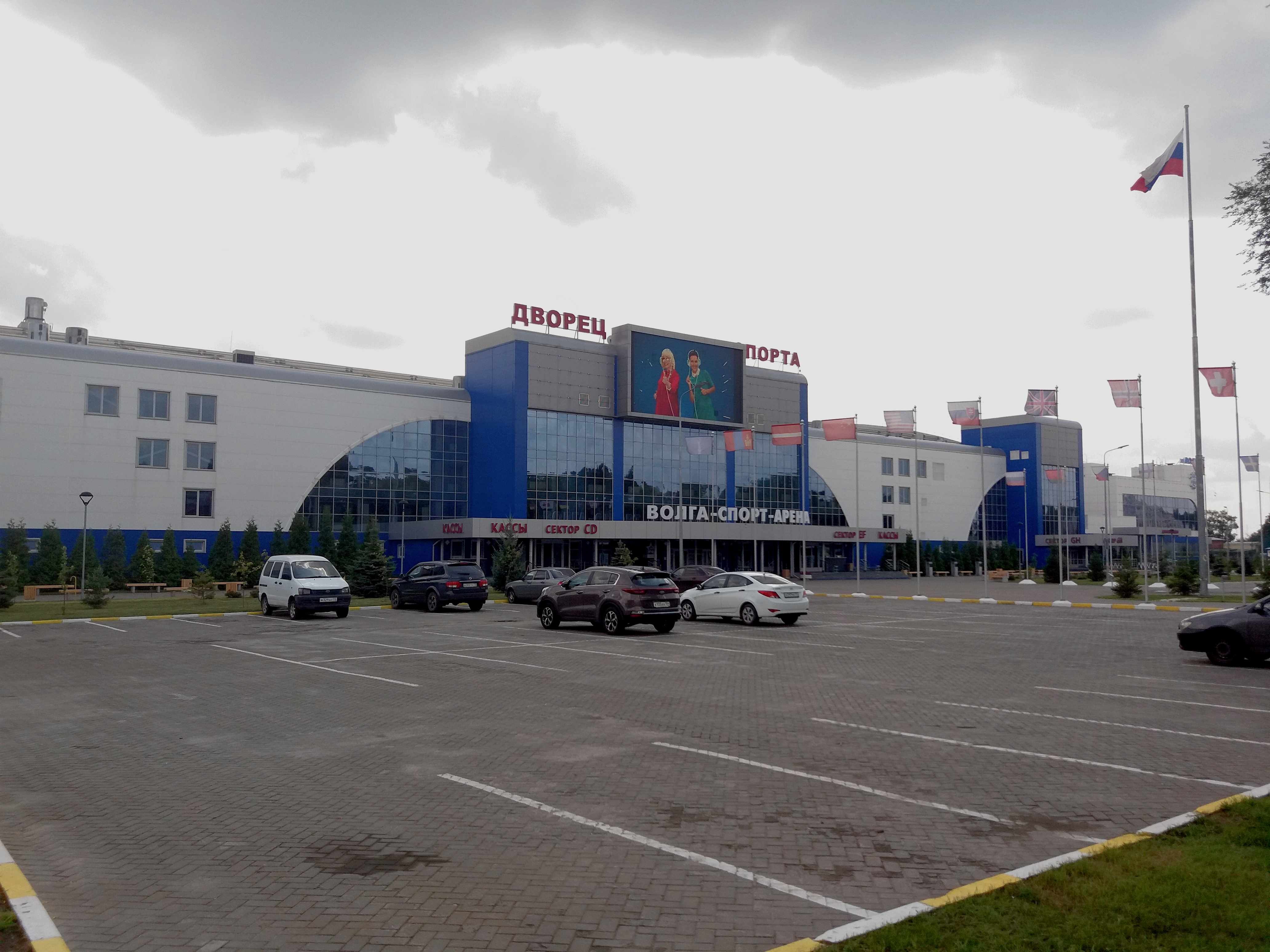
Дворец спорта "Волга-Спорт-Арена".
Стадион «Университет футбола».
Памятник «Бросок» русскому хоккею — Рушкину Анатолию Григорьевичу.
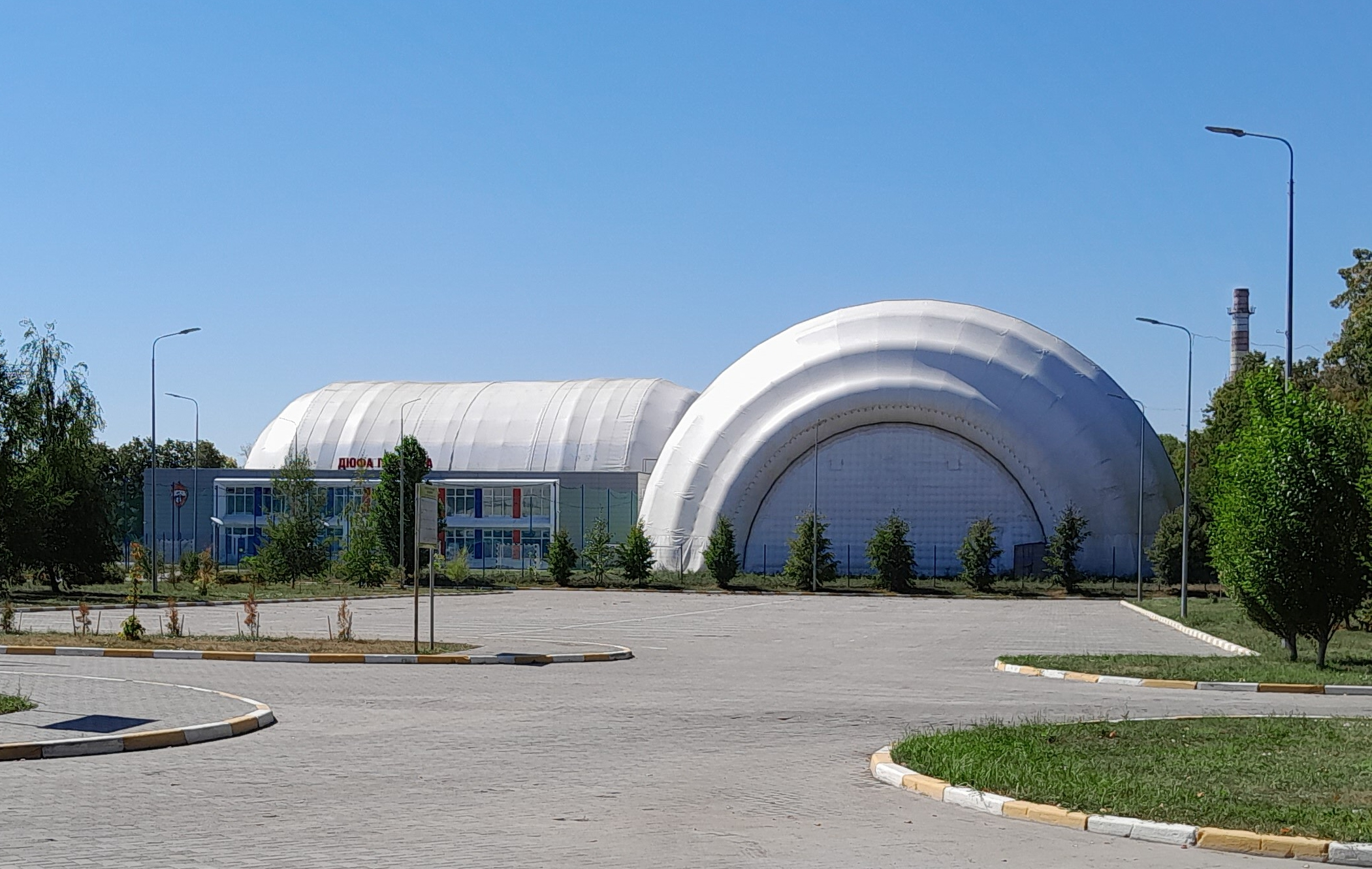
Футбольный центр ДЮФА.
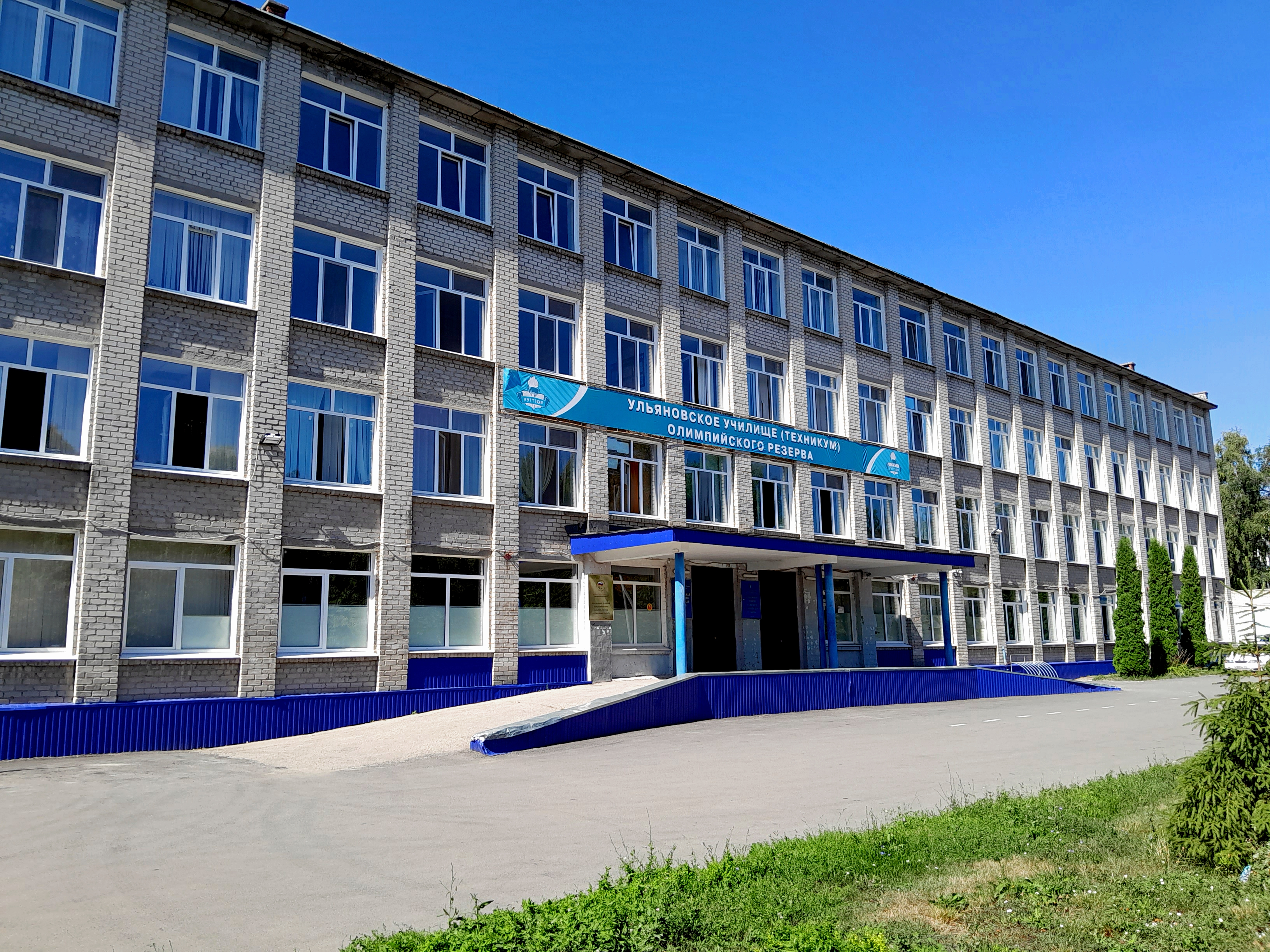
Ульяновское училище (техникум) олимпийского резерва.

## Известные люди района
История района неразрывно связана с людьми, внёсшими своим трудом большой вклад в развитие и становление и предприятий, и, в целом, Засвияжского района. Заслуги многих из них высоко оценены правительством страны, это:
- Герой России Лобунец О. И.,
- Герои Социалистического Труда: Пирогов В. К., Салатов В. А., Трубачёва М. И., Иванов А. М.[38], Крашенинников В. Г.[39]
- полный кавалер орденов Славы С. И. Трунилин,
- полные кавалеры орденов Трудовой Славы: Анохина Е. С.[40], Китаев А. В.[41],
- В районе жил командир 316-го ГМП гвардии подполковник Васильчев М. Е.,
- В районе родился известный художник Никас Сафронов.
- Ножечкин Илья Владимирович — родился председатель Ульяновской Городской Думы (избран на заседании 18 июля 2018 года)[42].
- Абулханов Мухарям Камалдинович — полный кавалер орденов Трудовой Славы.
- Трофимов Сергей Петрович — полный кавалер орденов Славы.
- Аблуков Александр Михайлович — полный кавалер орденов Славы.
- Шолмов Сергей Николаевич — курсант Вооружённых Сил СССР, участник Гражданской войны в Анголе, погиб при исполнении служебных обязанностей.

## Население
| 1970     | 1979     | 1989     | 2002     | 2009     | 2010     | 2012     |
| -------- | -------- | -------- | -------- | -------- | -------- | -------- |
| 113 574  | ↗169 733 | ↗209 568 | ↗224 206 | ↘213 193 | ↗219 870 | ↘219 664 |
| 2013     | 2014     | 2015     | 2016     | 2017     | 2018     | 2019     |
| ↗220 119 | ↗220 422 | ↗221 073 | ↗222 649 | ↗224 274 | ↗225 124 | ↗226 123 |
| 2020     | 2021     |          |          |          |          |          |
| ↗226 560 | ↘222 297 |          |          |          |          |          |

Району подчинены 6 сельских населённых пунктов общей численностью населения (сельское население) в 5924 чел. в 2019 году.

### Административно-территориальное деление
Населённые пункты вошедшие в черту района:
- Вырыпаевка;
- Студенческая;
- Конно-Подгородная Слобода;
- посёлок ДРСУ-4;
- посёлок Аэропорт;
- посёлок Дачный (быв. «Обкомовские Дачи»);
- посёлок УКСМ;
- посёлок ж/д станции Ульяновск III [61][62][63][64];
- посёлок УЗТС;

Жилые массивы:
- микрорайон «Юго-Западный»
- микрорайон «Свияга»
- 18-й микрорайон (быв. Пески)
- 19-й микрорайон (быв. Пески)

## Достопримечательности
- Памятный знак, посвящённый А. М. Аблукову (ул. Аблукова, у старого моста через Свиягу)[65].
- Бюст дважды Герою Советского Союза И.С. Полбина (ул. Полбина, Скульптор А. З. Мавлиханов)[66].
- Бюст А. Матросова (с. Баратаевка, ул. Герасимова, 5а)[67].
- Памятник В. И. Ленину (пр. 50-летия ВЛКСМ / Московское ш.),
- Памятник Хо Ши Мину,
- Памятник «Колокол Чернобыля»[68],
- Памятник Гейдару Алиеву[69].
- Памятник Богдану Хмельницкому.
- Памятник «Ленин и крестьяне» (Парк «Семья»).
- Памятник лётчикам-героям УВАШП.
- Памятник трамваю.
- Чёрное озеро — экологический парк, памятник природы.
- Парк Семья (создатель Шафранский Тимофей Потапович)[70][71][72][73][74];
- Свияжские озёра[75] .

## Религия
Храмы и церкви
- Богоявленская церковь в Арском.
- Храм в честь иконы Пресвятой Богородицы «Неупиваемая чаша».
- Церковь святого благоверного вел. князя Александра Невского.
- Храм святого благоверного вел. князя Александра Невского (строится)[76].
- Храм Покрова Пресвятой Богородицы (ул. Аблуков)[77];
- Армянская церковь Святого Григория Просветителя[78].
- Церковь иконы Божьей Матери «Знамение» (Александровская ул.).
- Храм в честь Благовещения Пресвятой Богородицы (ул. Шолмова, 18)[79][80][81];
- Храм в честь Рождества Пресвятой Богородицы (ул. Камышинская, 28А)[82][83];

Мечети
- Мечеть «Лайли-Джамал»[84][85][86][87][88][89][90][91][92];
- Мечеть Баракят (мечеть № 241, Вырыпаевка)[93];

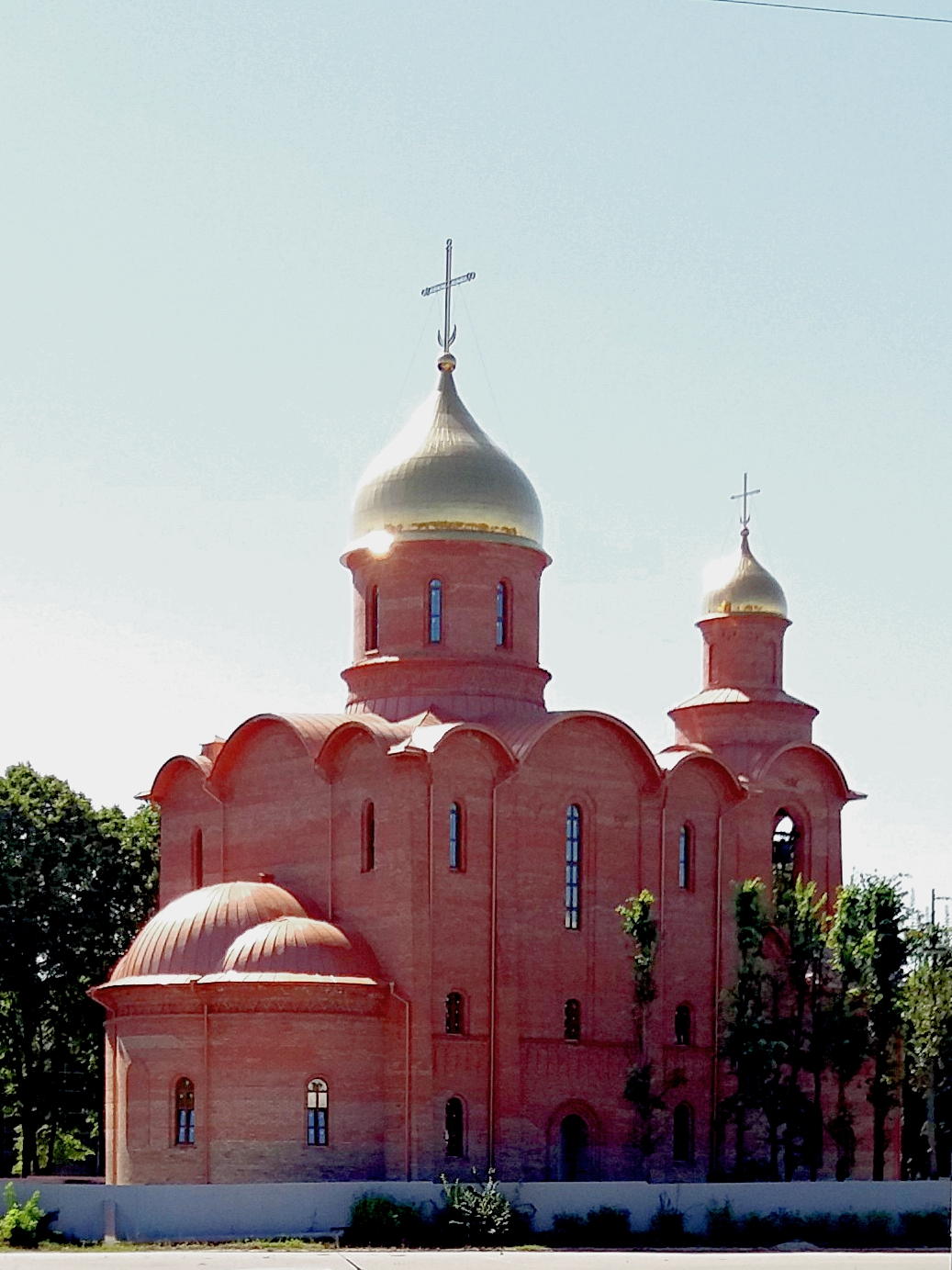
Храм святого благоверного вел. князя Александра Невского (строится).
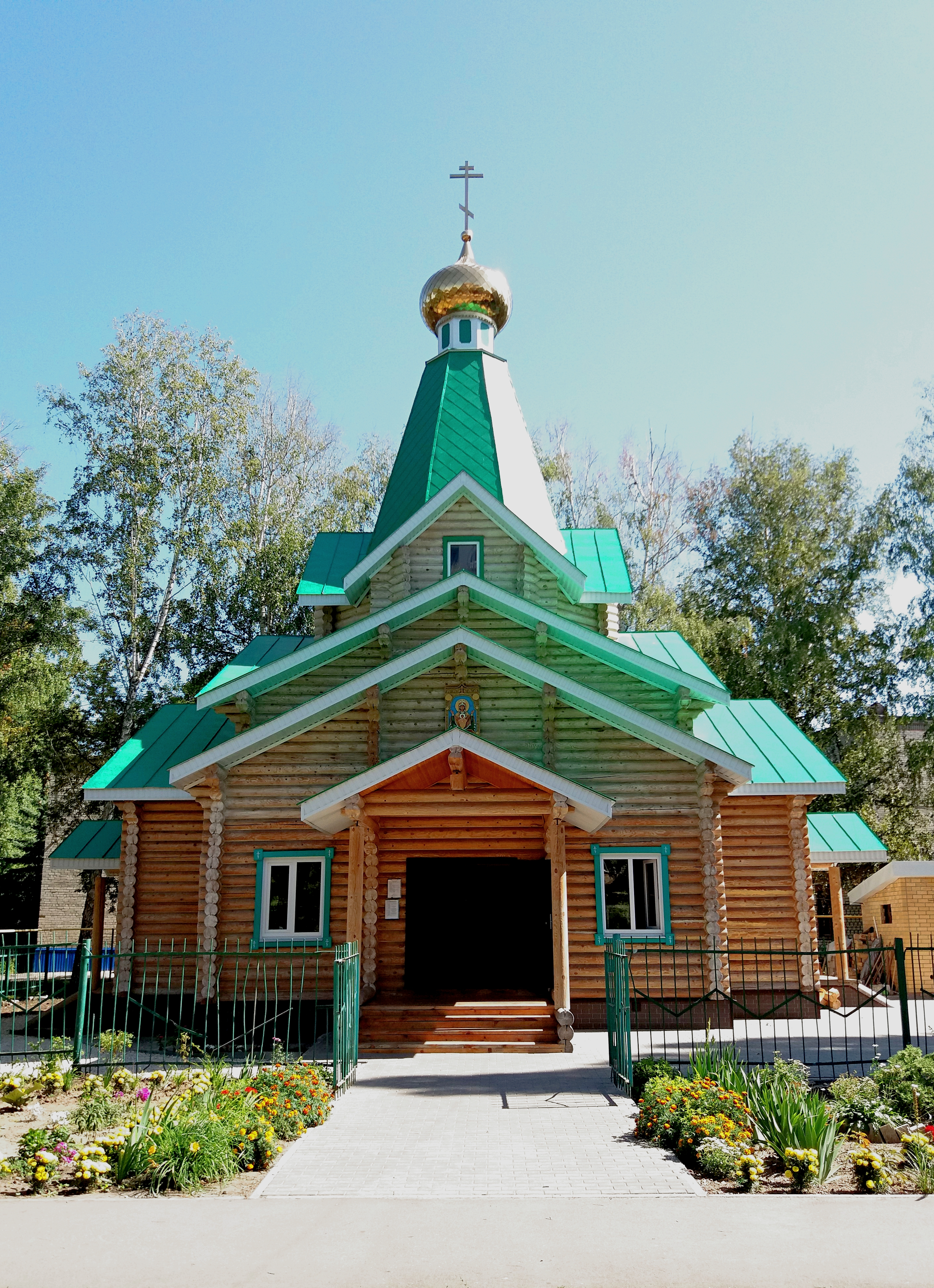
Храм в честь иконы Пресвятой Богородицы «Неупиваемая чаша».
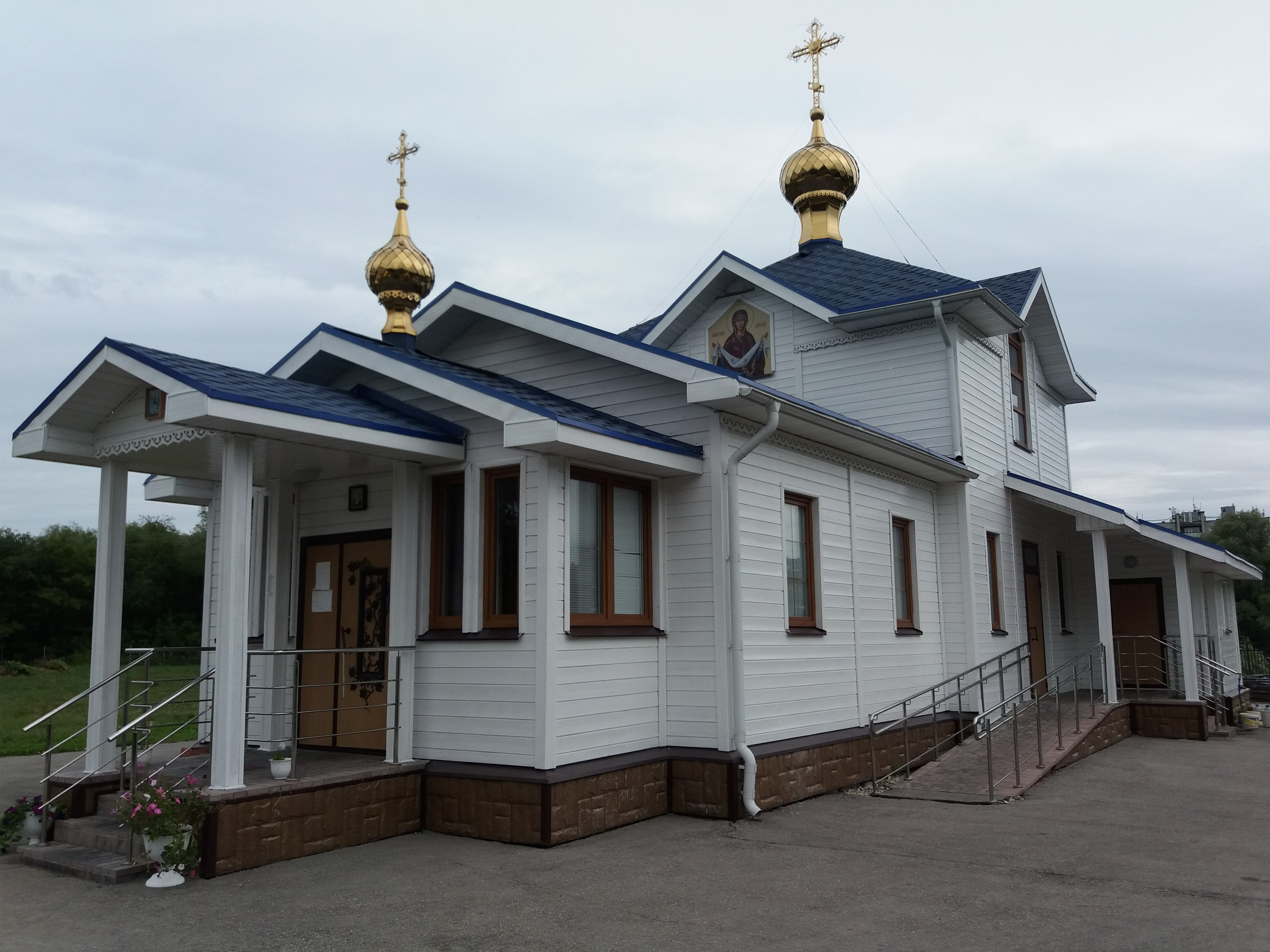
Храм Покрова Пресвятой Богородицы.
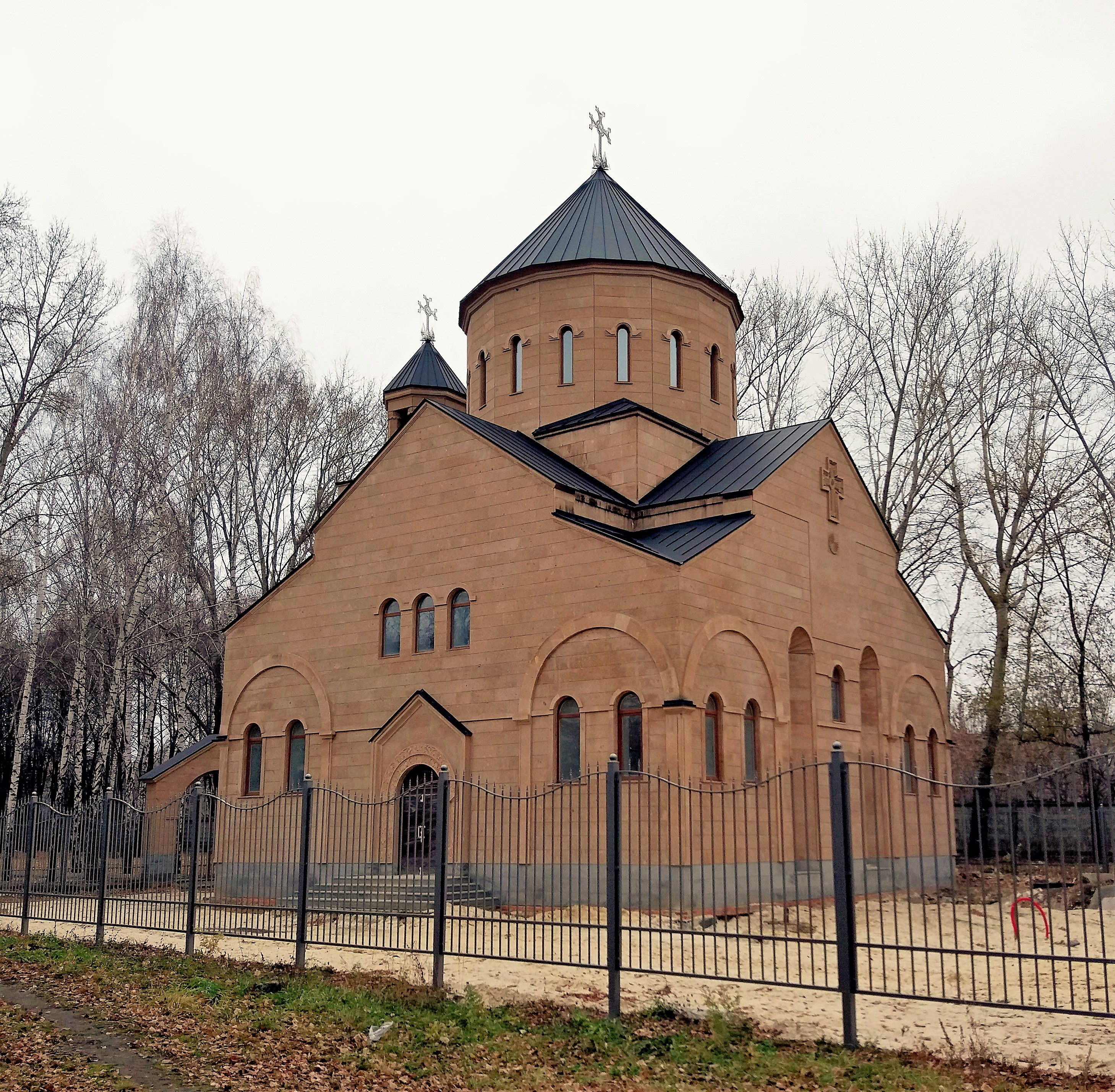
Церковь Св. Григория Просветителя.
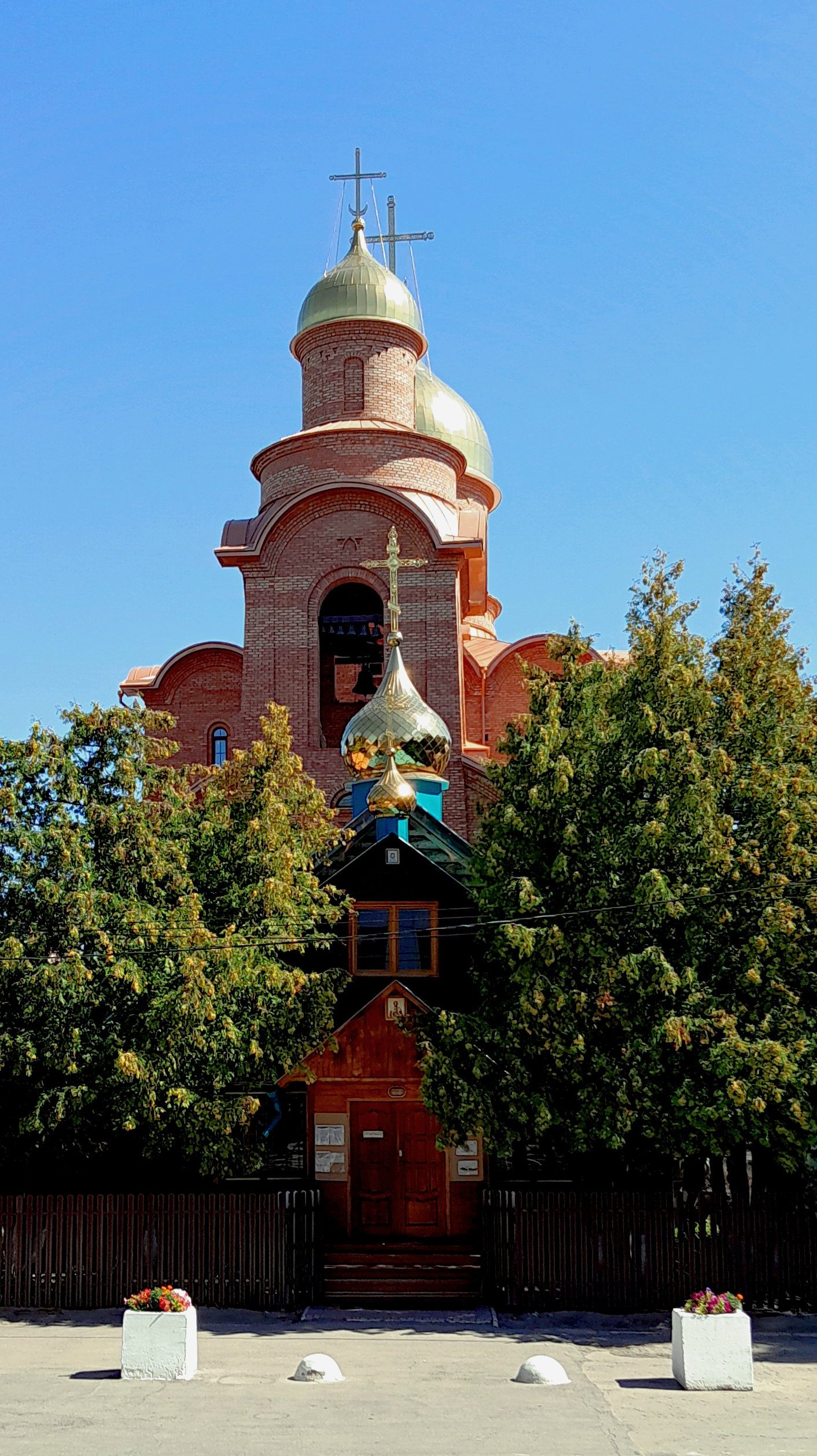
На переднем плане - Церковь святого благоверного вел. князя Александра Невского.
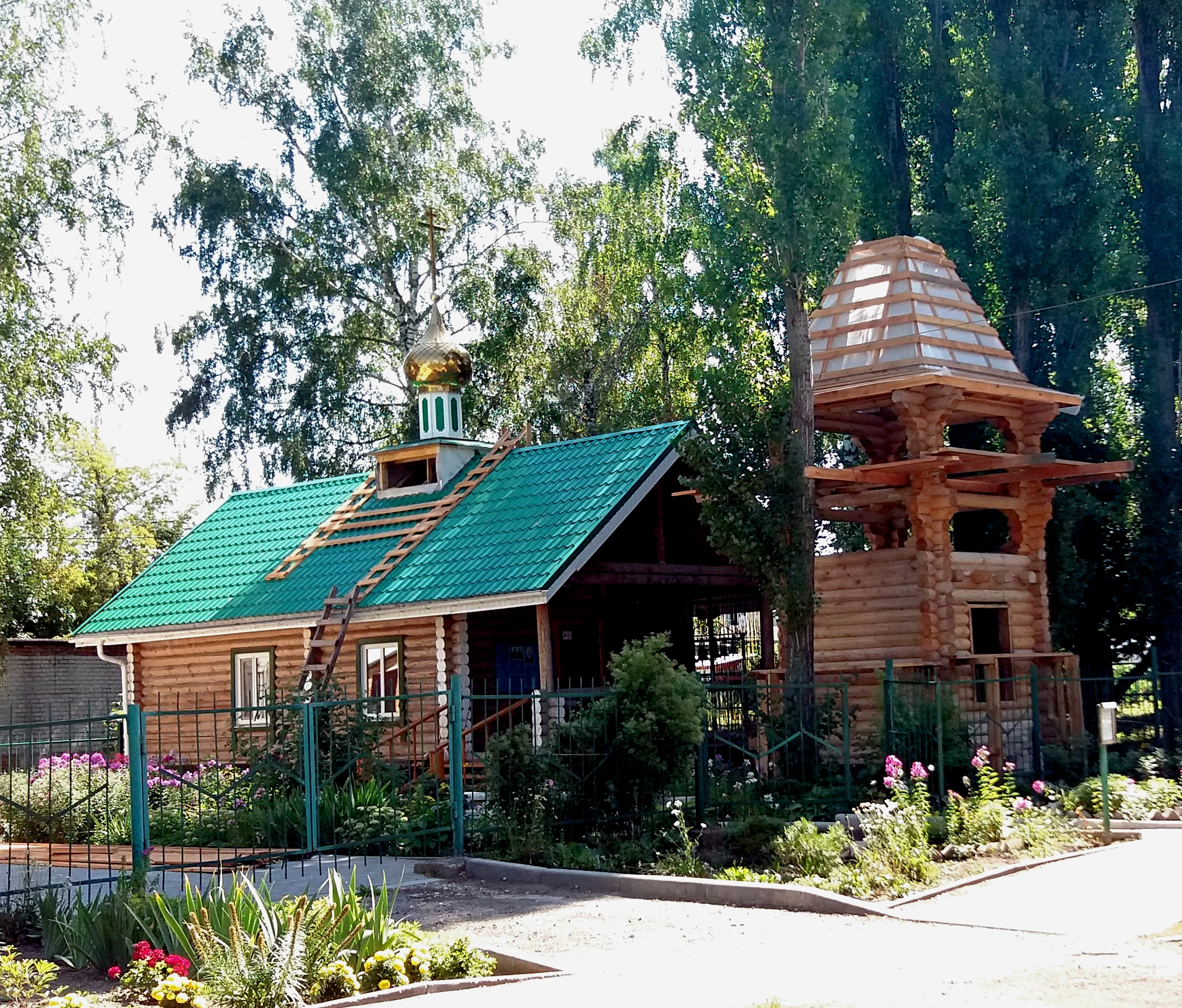
Храм в честь иконы Божией Матери «Неупиваемая чаша» (строится).

## Галерея

Памятный знак Аблукову А. М.
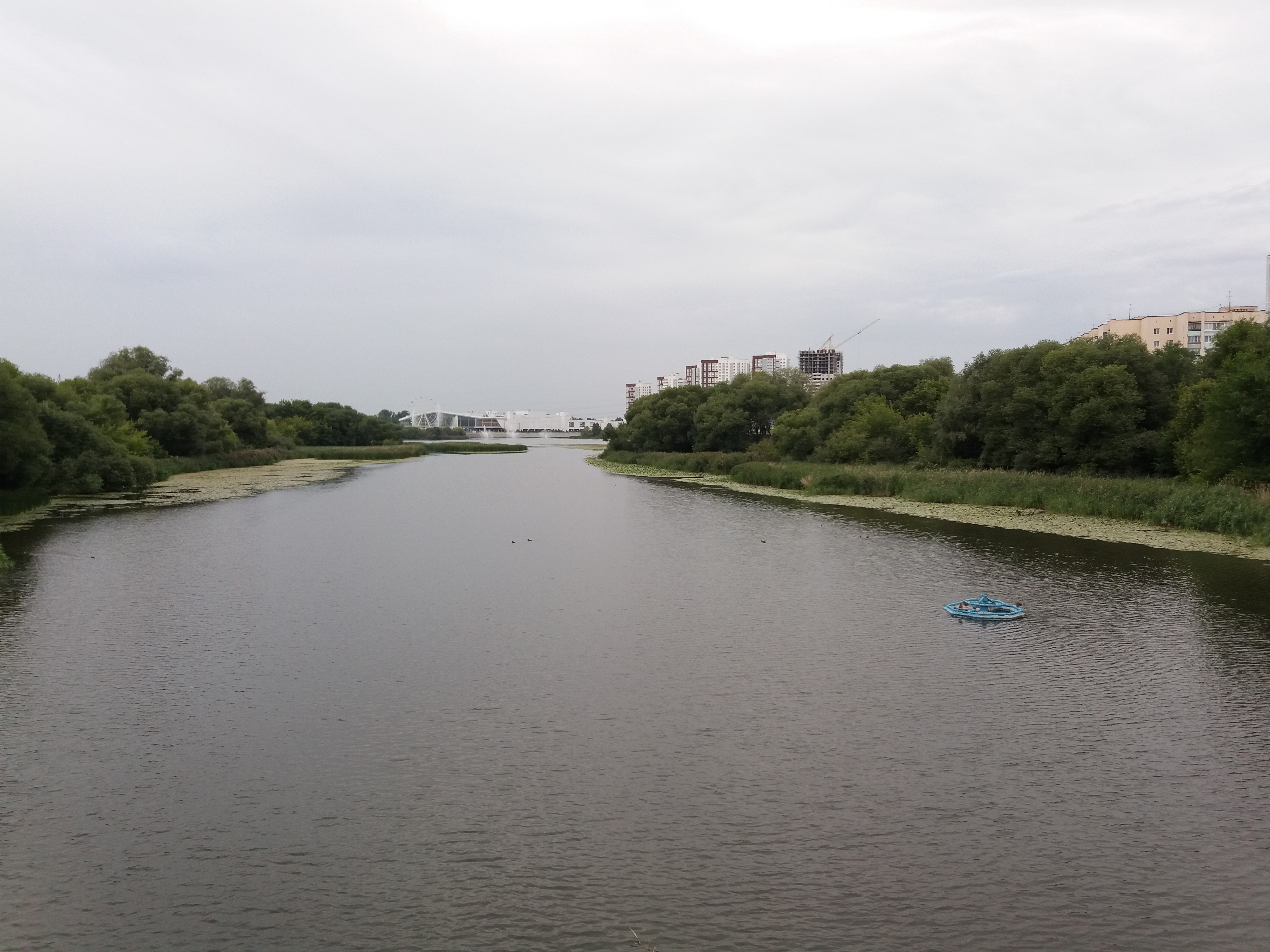
Река Свияга с Засвияжского моста.
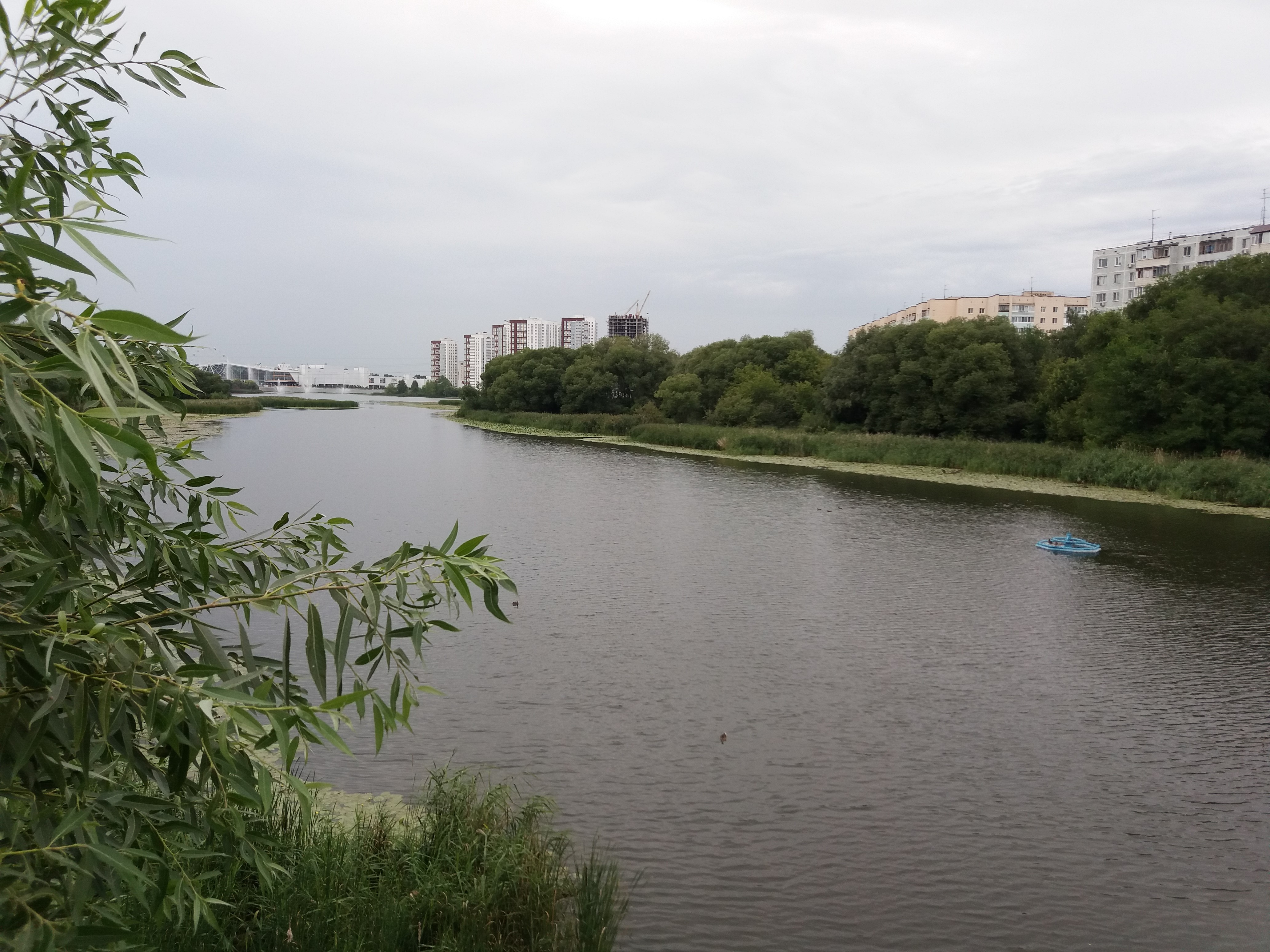
Река Свияга в Засвияжском районе.
Памятник Полбину.
Памятник лётчикам-героям УВАШП.
Памятный знак Полбину.
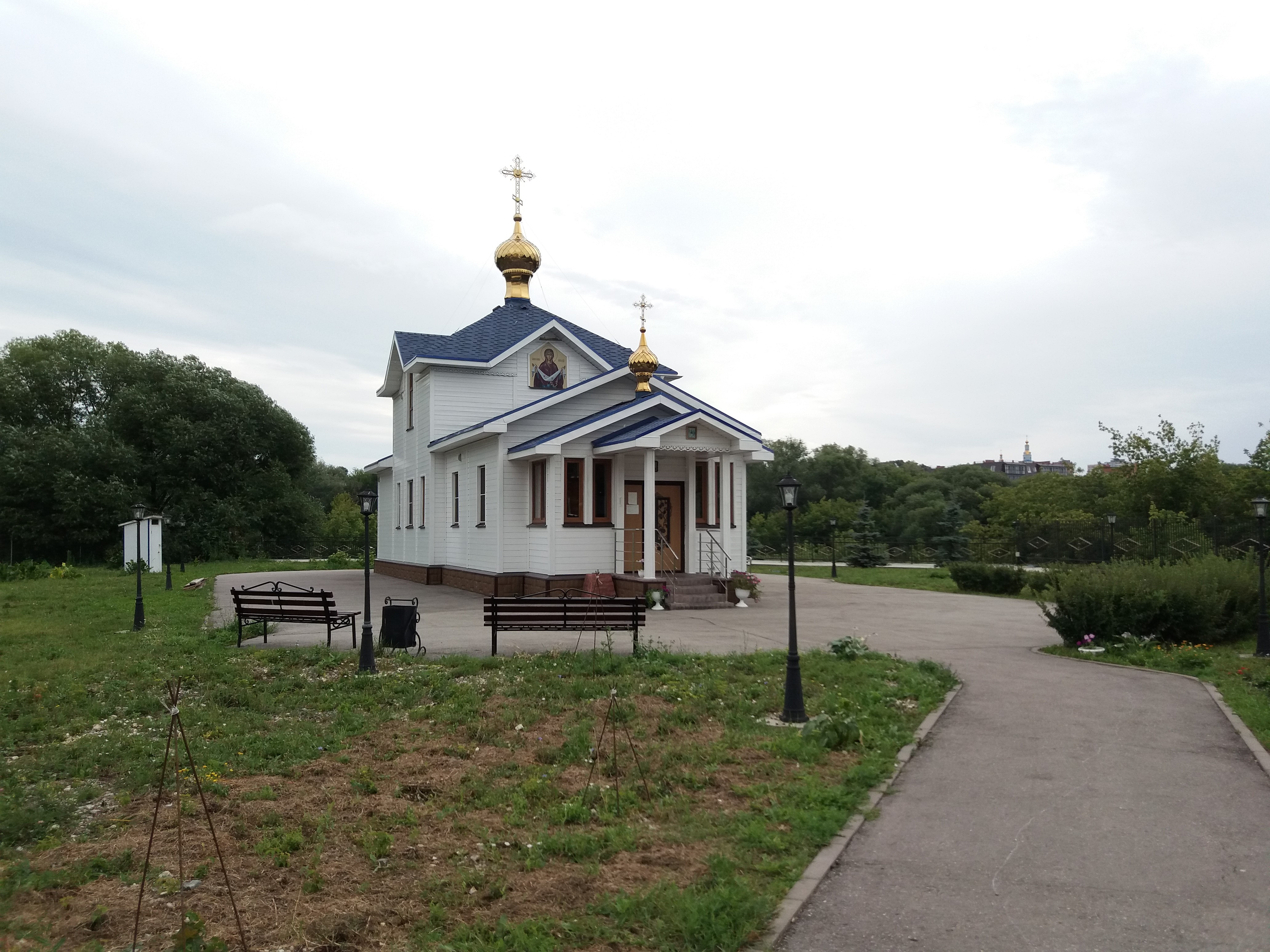
Храм Покрова Пресвятой Богородицы.
Памятник Ленину.
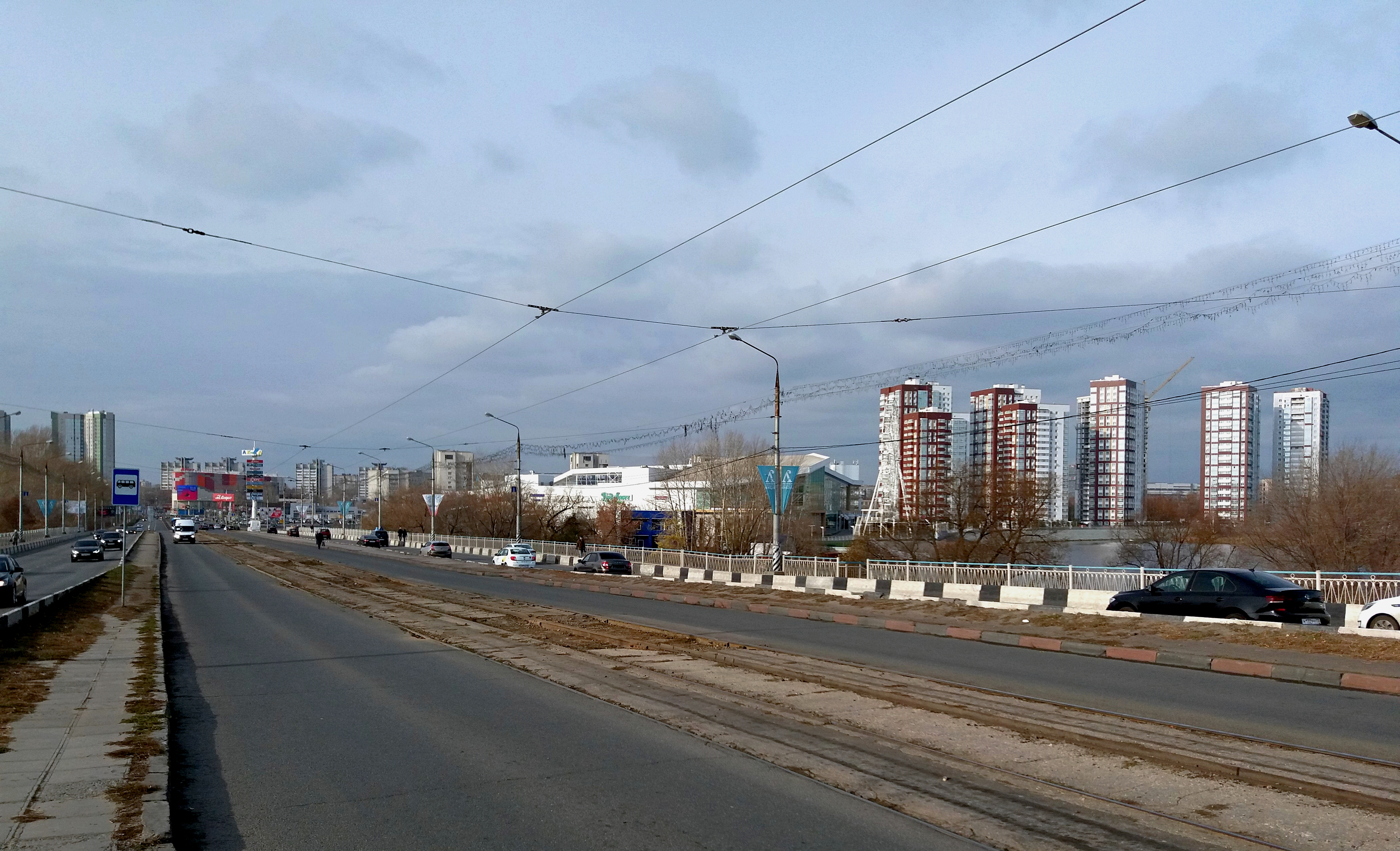
Московское шоссе. Вид с моста.
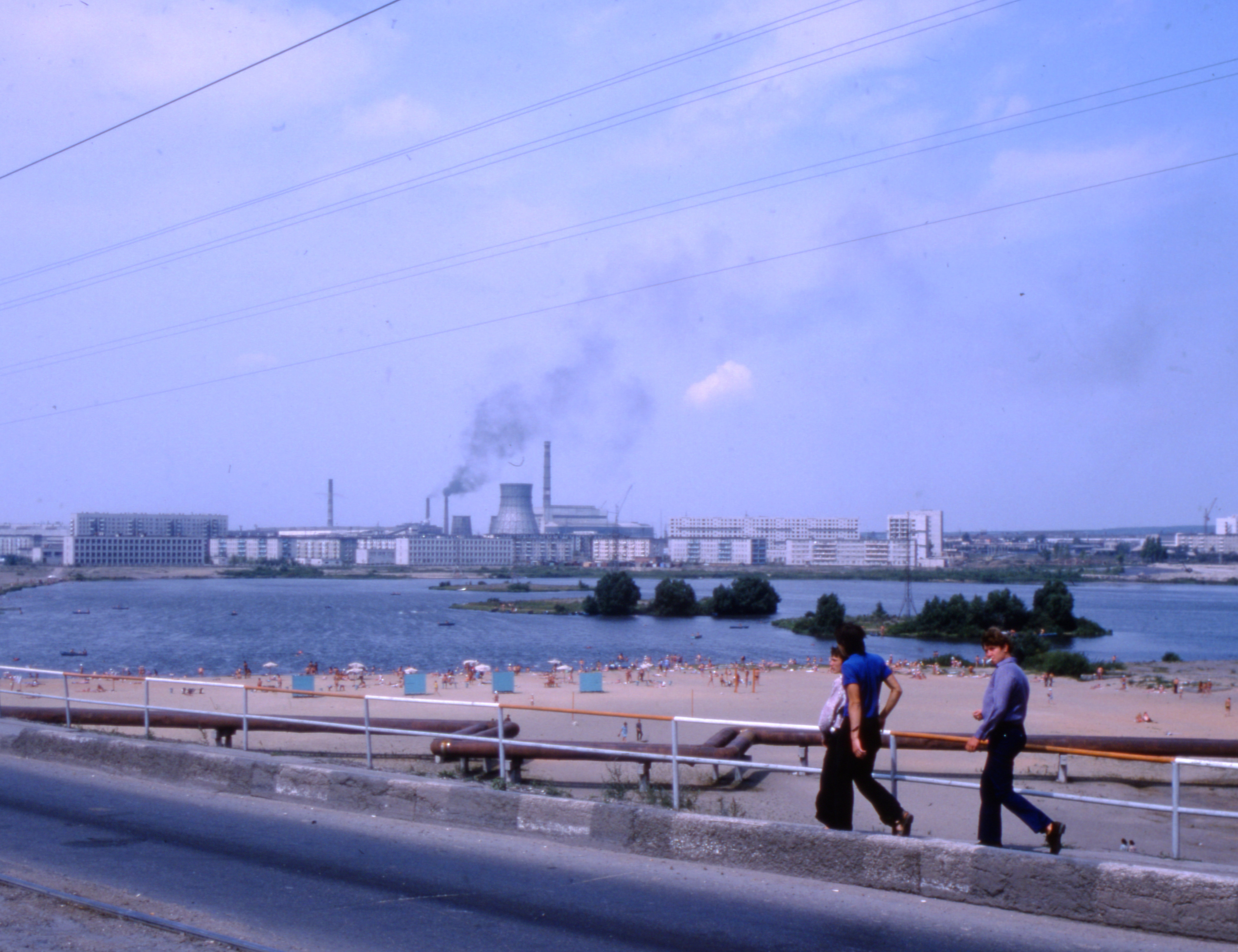
Московское шоссе. Вид с моста на Засвияжье. Фото Т. Т. Хаммонд, 1975 г.
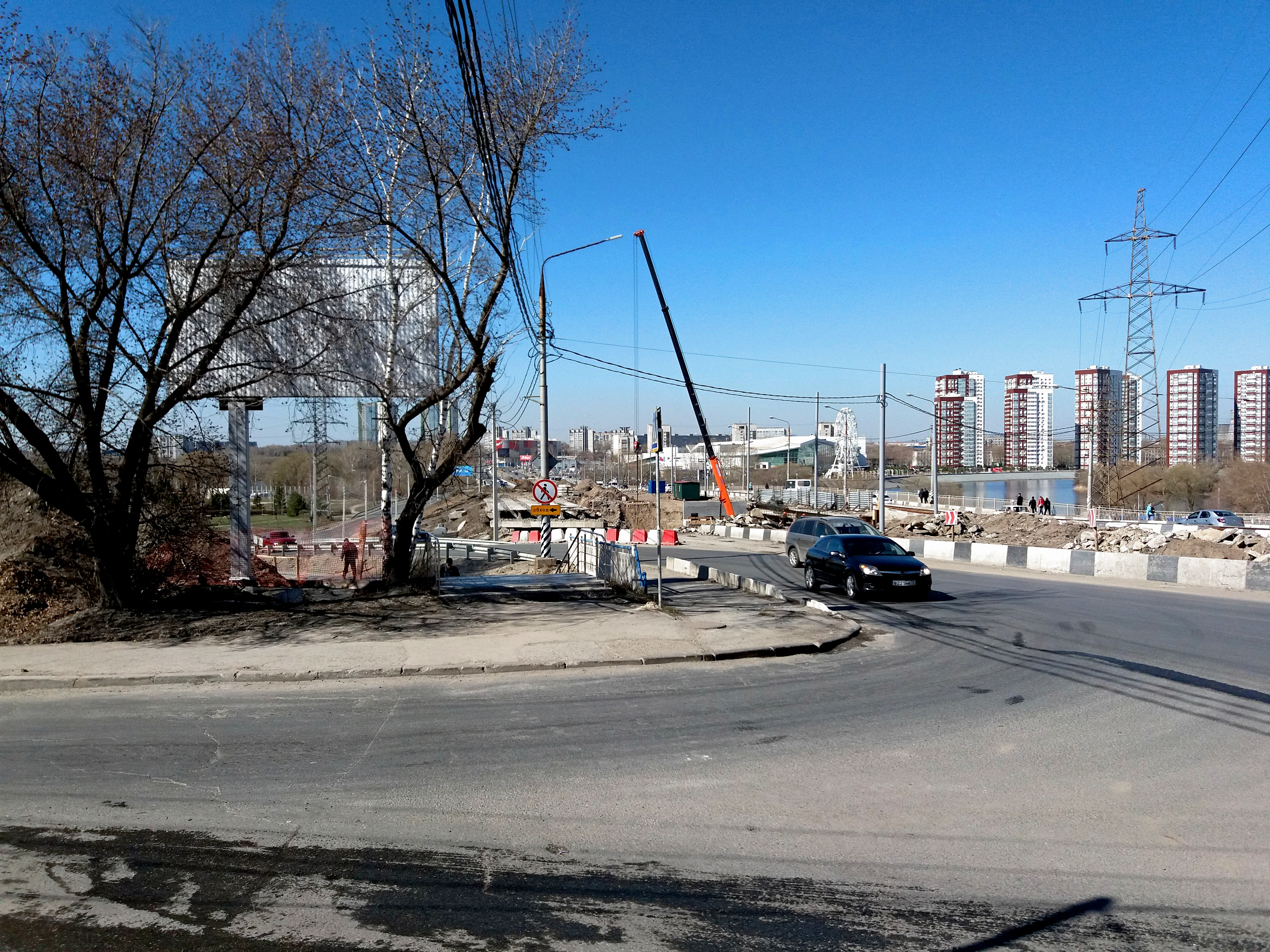
Реконструкция старого моста через Свиягу (2023).
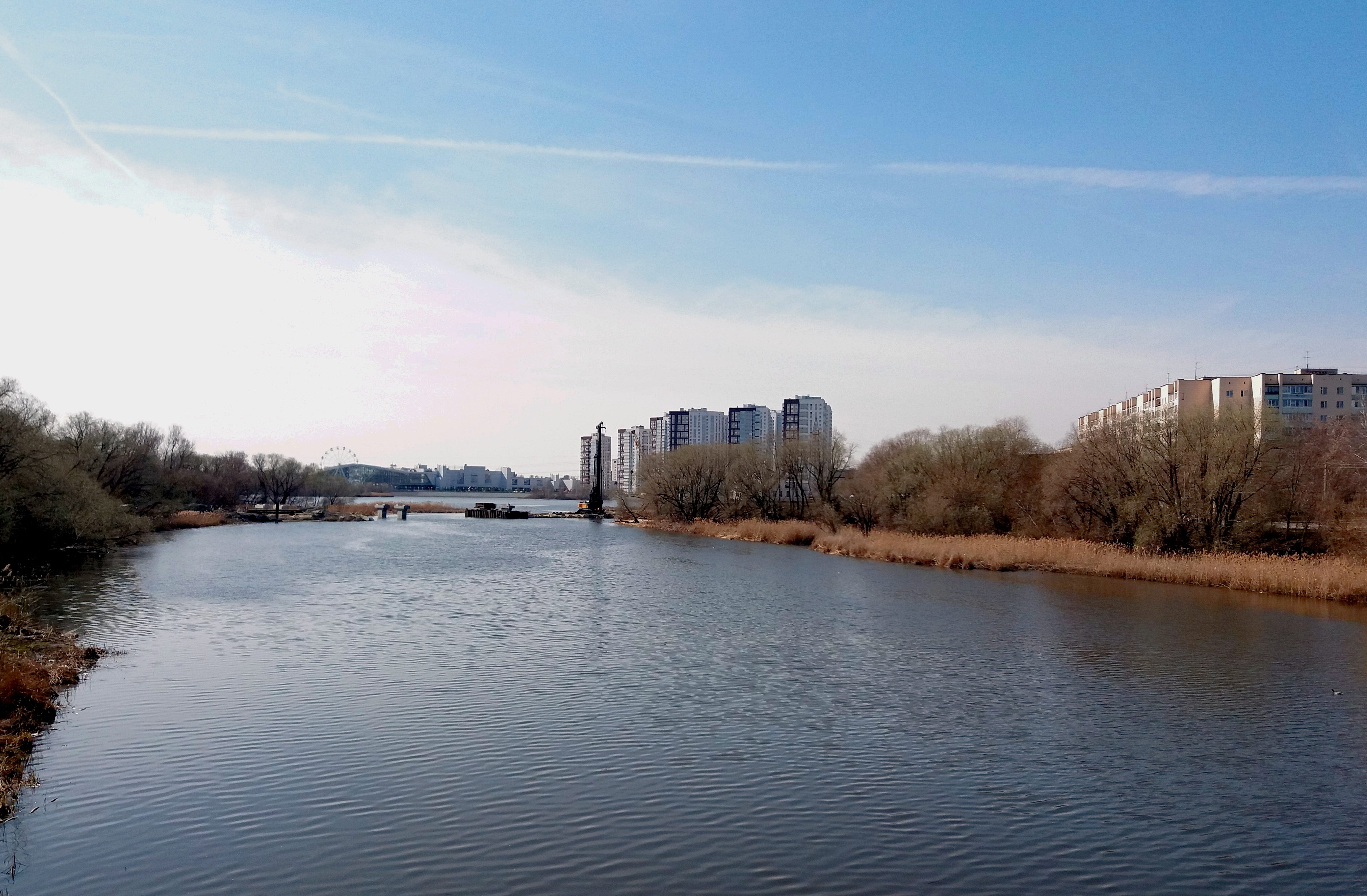
Строительство нового моста через Свиягу (2023).
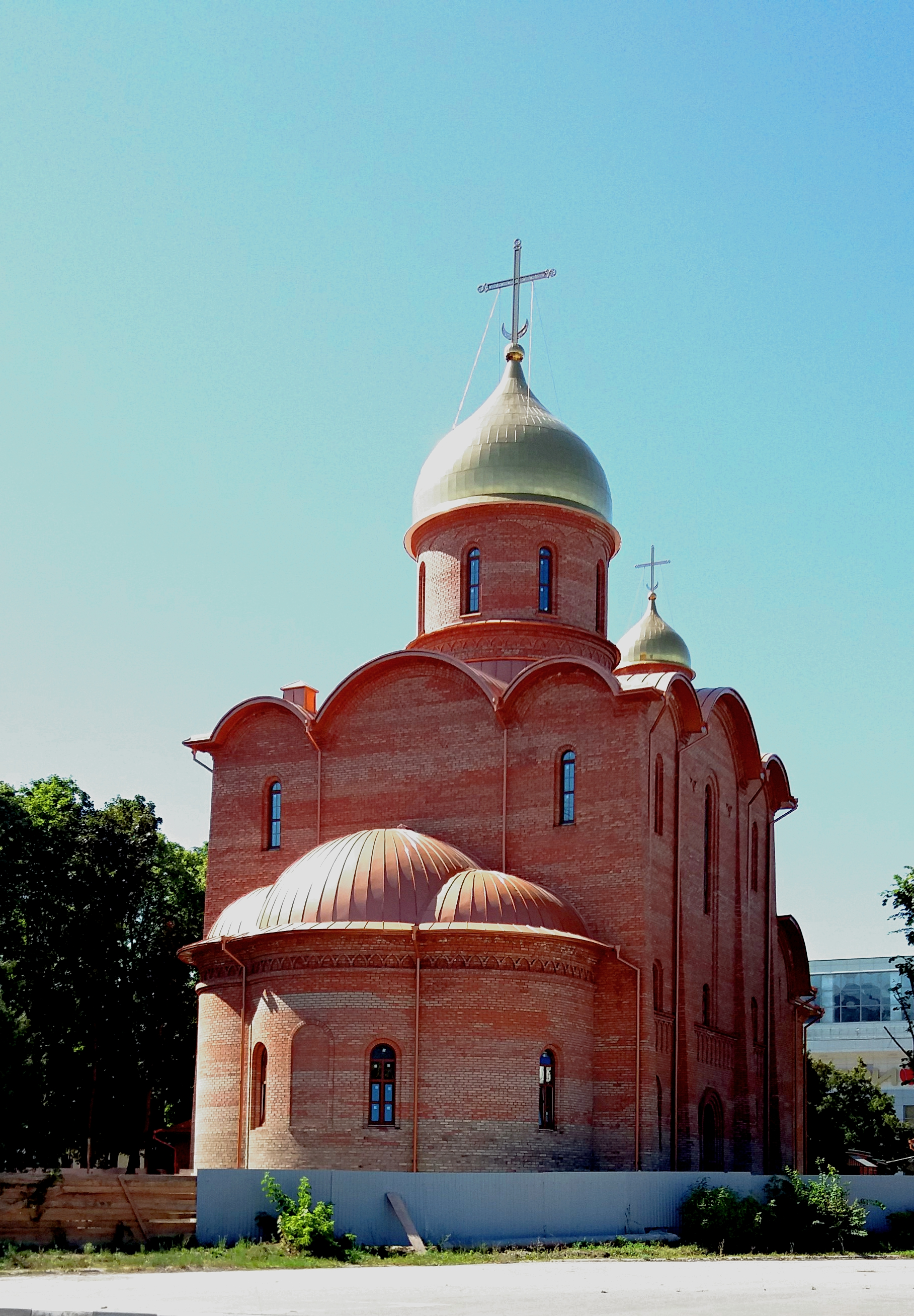
Храм святого благоверного вел. князя Александра Невского (строится).
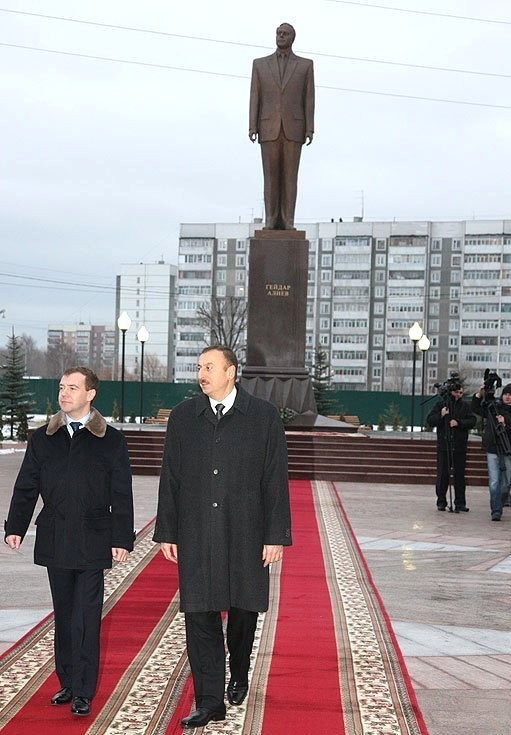
Открытие памятника Гейдару Алиеву (2009).
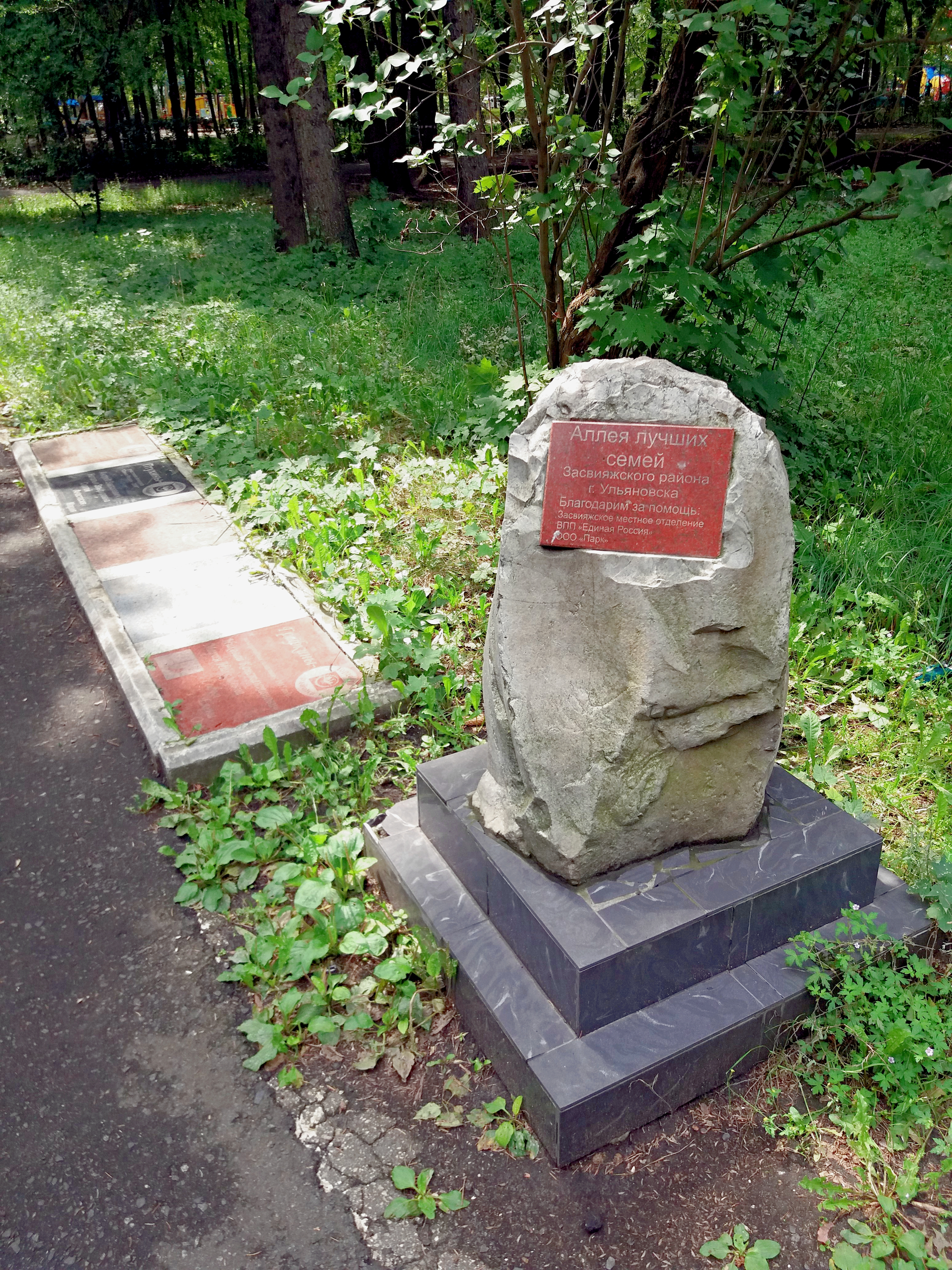
Парк Семья.
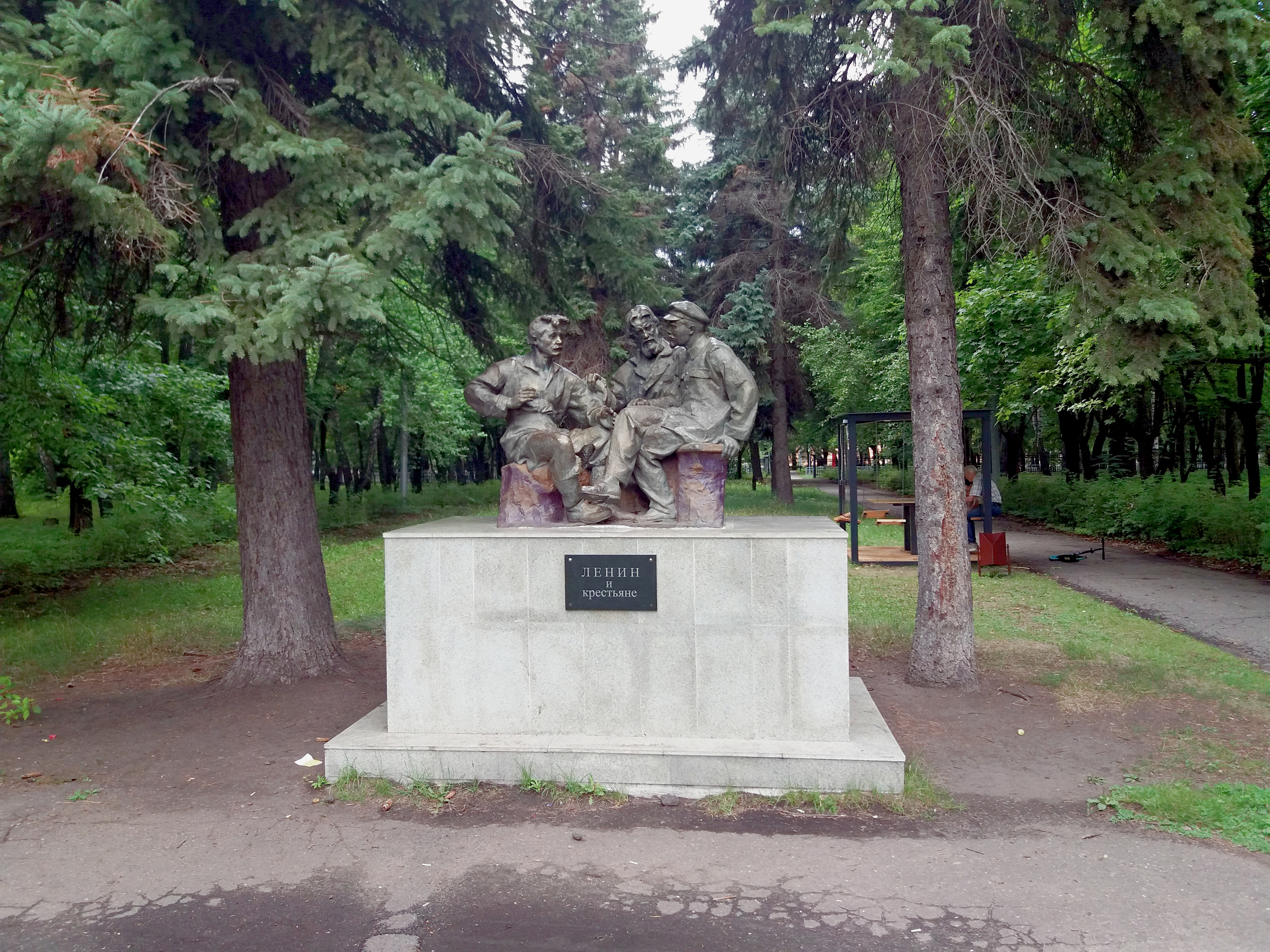
Парк Семья.
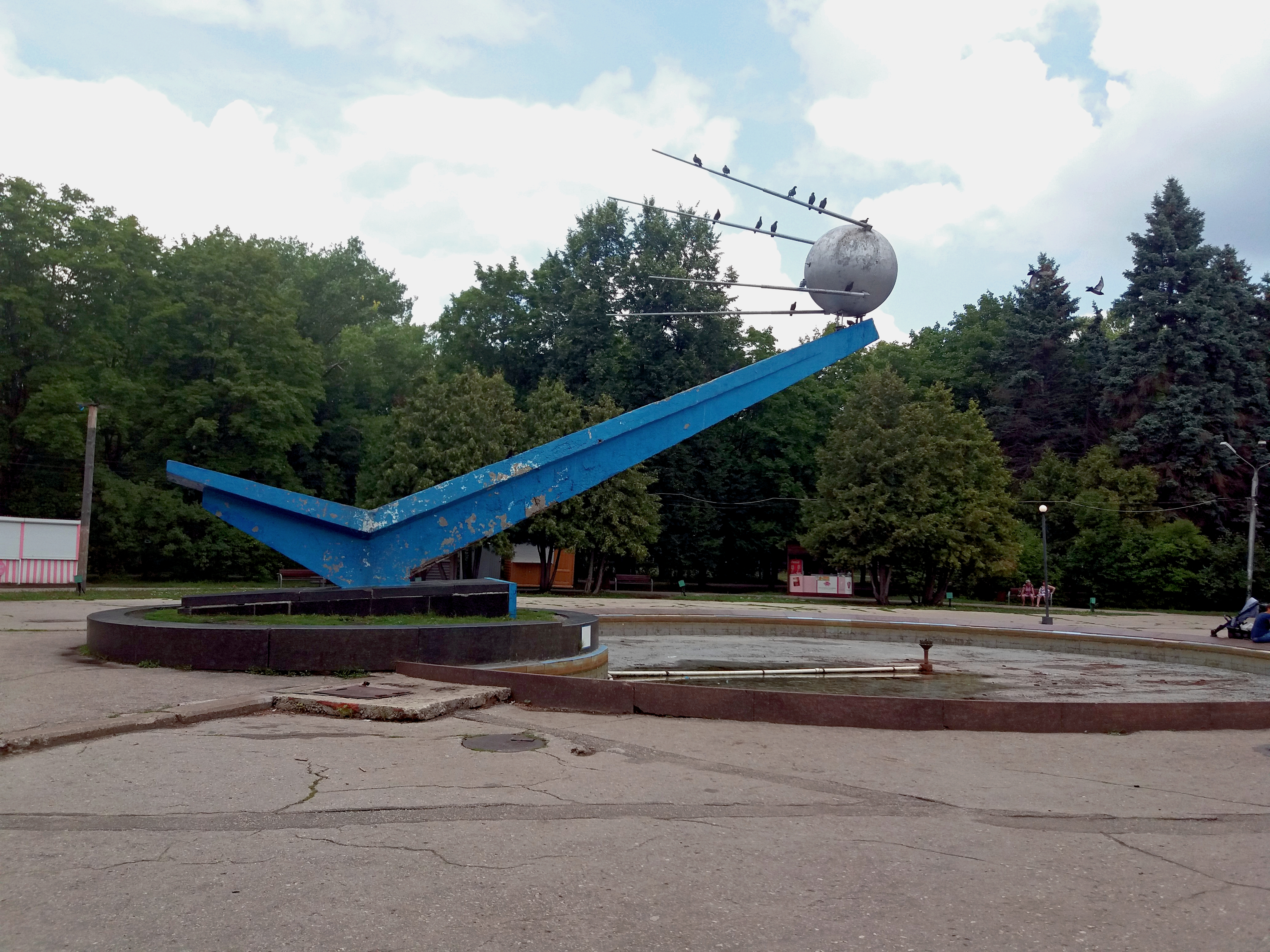
Парк Семья.
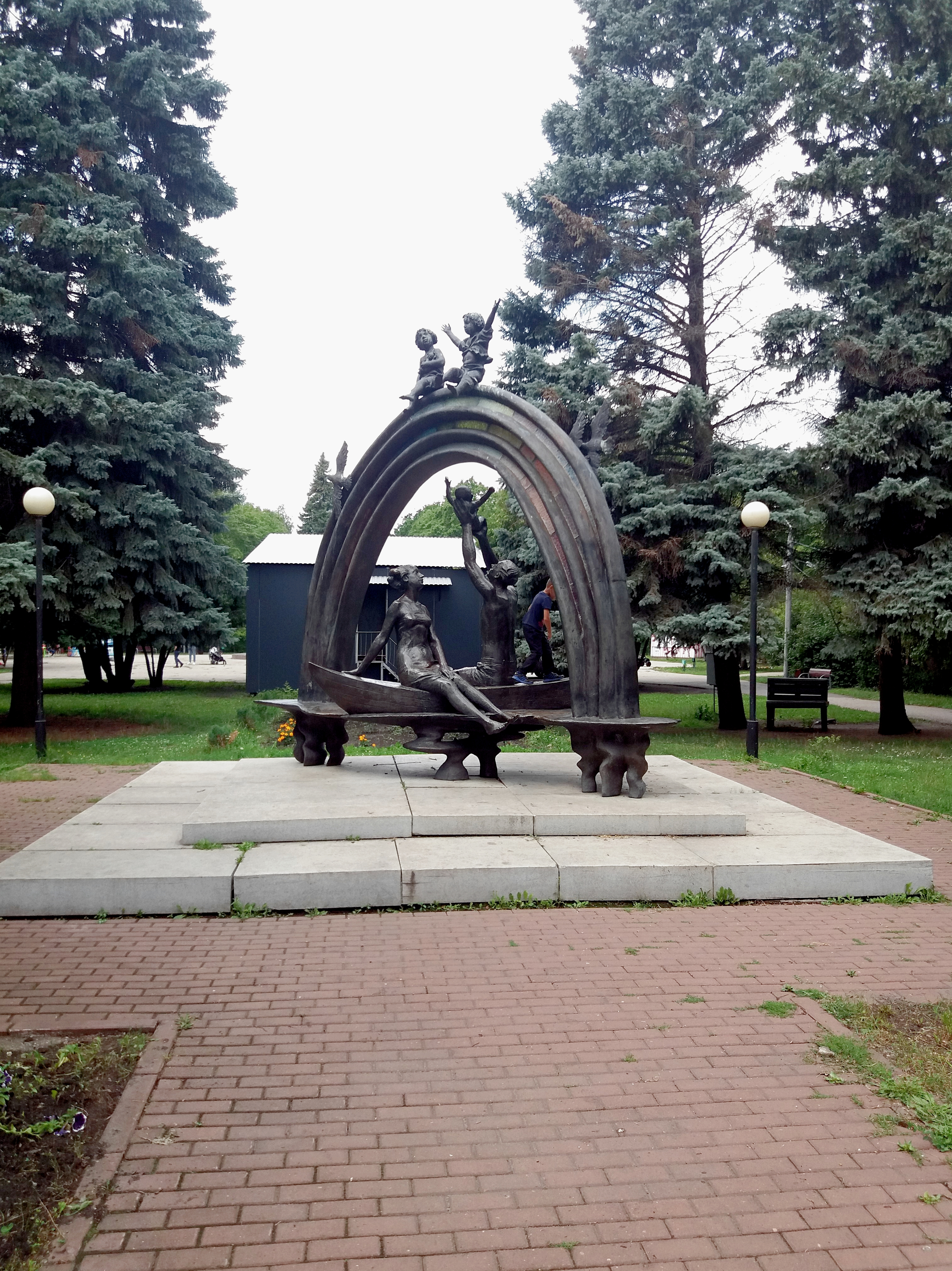
Парк Семья.

## Район в филателии

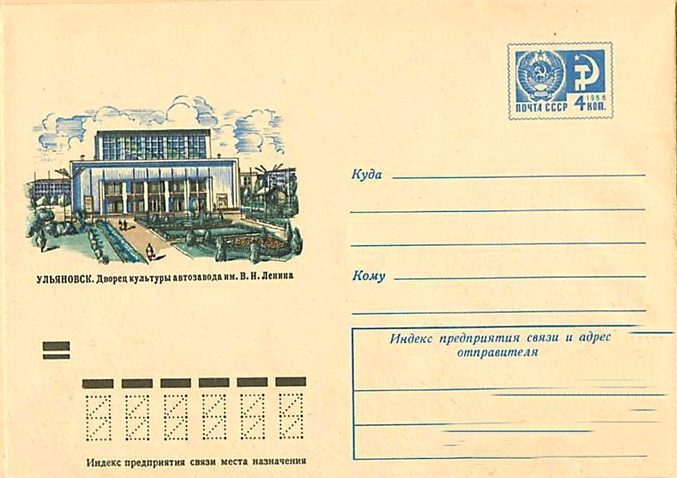
ХМК СССР, 1974. Ульяновск. Дворец культуры автозавода им. В. И. Ленина (ныне ДК "Патриот").
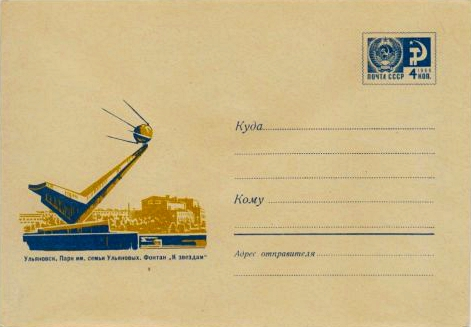
ХМК СССР, 1968. Ульяновск. Парк им. семьи Ульяновых. Фонтан "К звездам" (ныне парк "Семья", фонтан "Возьми свою высоту").
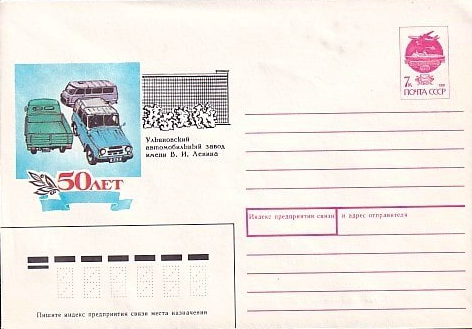
ХМК СССР, 1991 г. 50 лет Ульяновскому автомобильному заводу им. В. И. Ленина.